# Dassault Mirage 2000

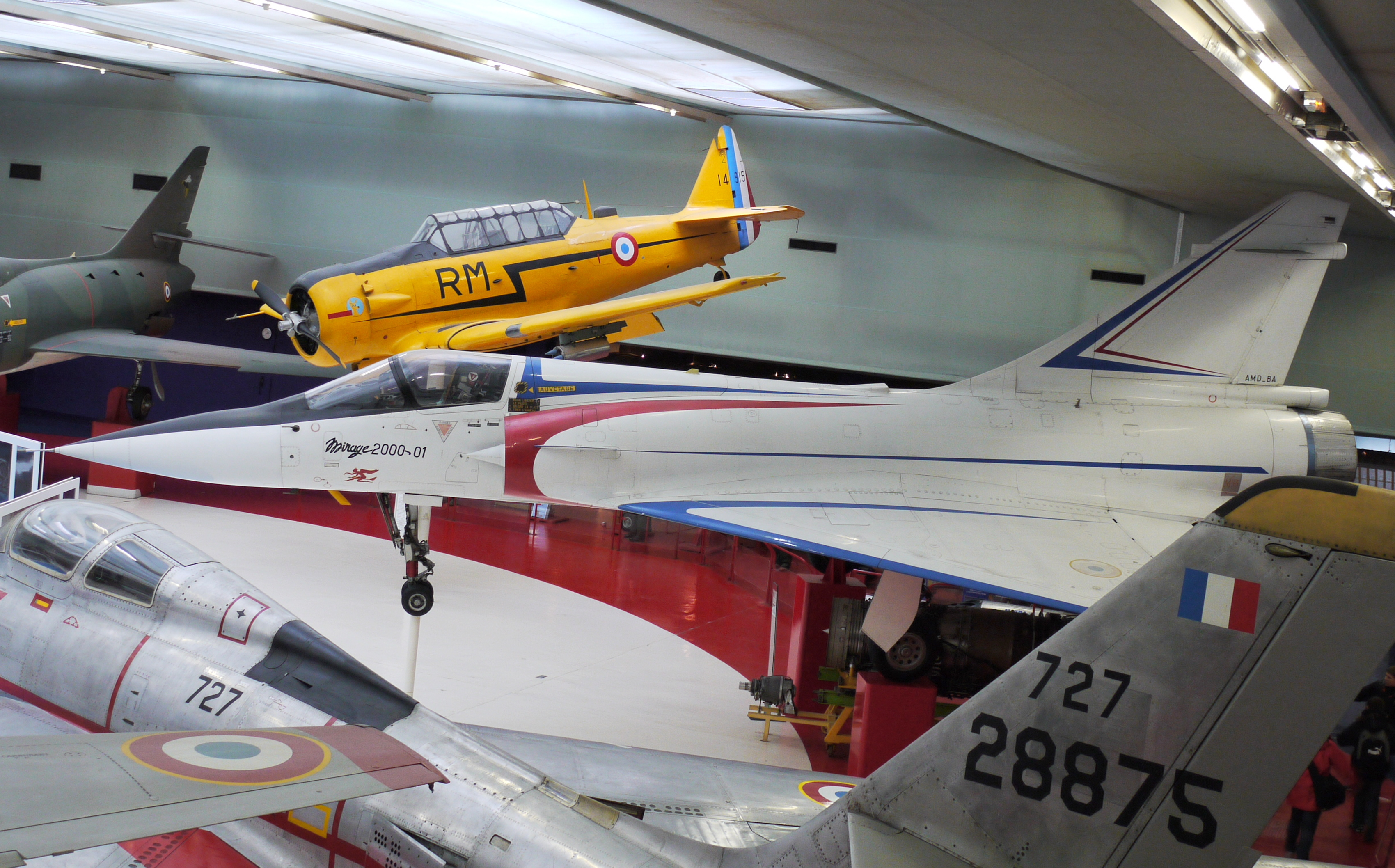
Il prototipo del Mirage 2000 al Musée de l'air et de l'espace

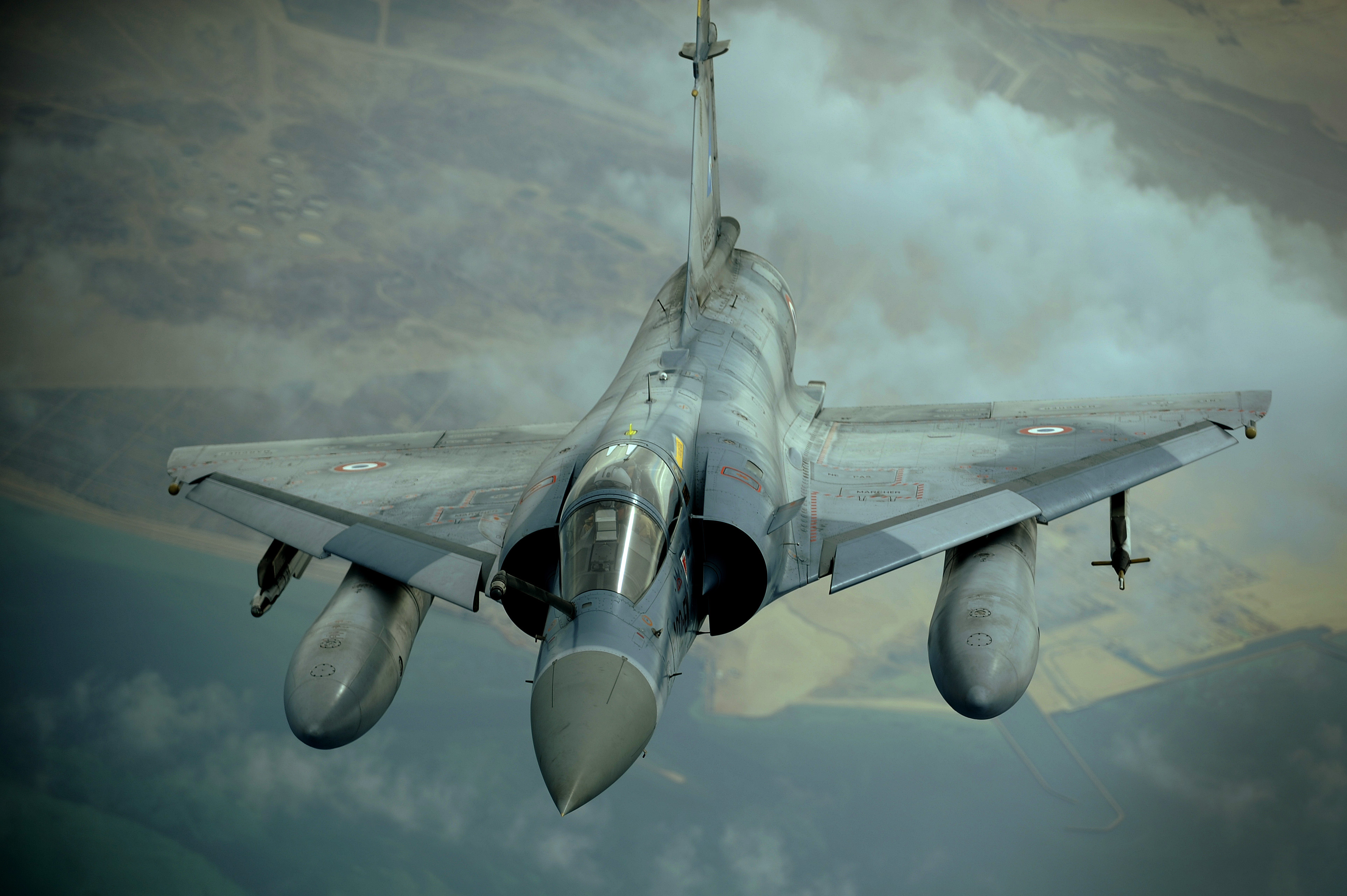
Un Dassault Mirage 2000C, appartenente all'Armée de l'air francese, in fase di avvicinamento ad un KC-10.

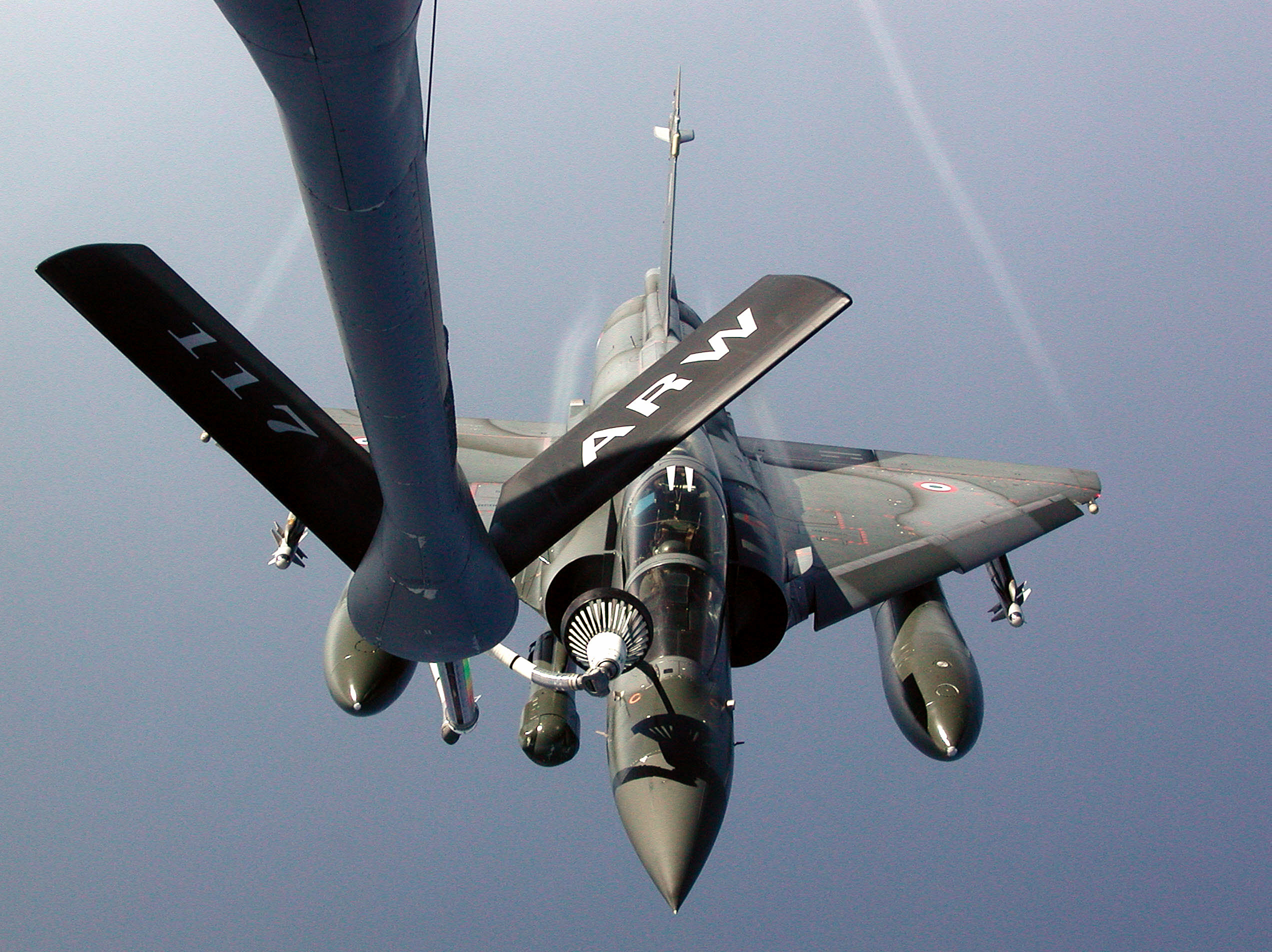
Un Dassault Mirage 2000, appartenente all'Armée de l'air francese, in fase di avvicinamento ad un KC-135 in Afghanistan.

Il Dassault Mirage 2000 è un caccia multiruolo di costruzione francese entrato in servizio nella prima metà degli anni ottanta.
È stato il primo caccia da superiorità aerea ed intercettazione europeo della nuova generazione (quella degli anni settanta) ad essere entrato in servizio operativo. Ha conosciuto un'evoluzione tecnica considerevole, fermo restando la struttura basica, ed ha ricoperto praticamente tutti i ruoli possibili per un caccia leggero classe 10 tonnellate, ottenendo un notevole successo commerciale in quattro diversi continenti.

## Storia

### Sviluppo
L'ala a delta dei caccia francesi della prima generazione dei Dassault Mirage era molto indicata per le alte velocità e quote operative perché massimizzava la sua superficie rispetto alla resistenza indotta; presentava però anche degli inconvenienti, come la scarsa maneggevolezza a bassa velocità e gli spazi di decollo ed atterraggio molto consistenti.
Il tentativo di ovviare a questi problemi portò a numerosi studi e sviluppi da parte della Dassault-Breguet, che si materializzarono prima nei Mirage F1 e F2 con ali a freccia a larga corda, poi a sviluppi più avanzati nel campo della geometria variabile, con il Dassault Mirage G.8, prodotto dal programma congiunto AFVG per lo studio anglo-francese della struttura a geometria variabile della forma dell'ala.
Abbandonando definitivamente l'idea dell'ala a geometria variabile, troppo complessa malgrado i vantaggi che consentiva, questo aereo venne rielaborato come G.8A con ali a freccia. Il velivolo era tuttavia ancora troppo grande e complesso e il suo programma, ora chiamato ACF e simile a quello che portò all'F-15 Eagle, venne in seguito cancellato. Questo accadde non più tardi del 1975.
Ritornando alla forma a delta puro dei caccia Mirage III e cercando di ottenere il massimo dell'efficacia da quello che poteva essere solo un caccia leggero, la Dassault applicò allora le nuove tecnologie di controllo del volo con i principi del fly-by-wire con i comandi elettronici e la stabilità rilassata. Questo impedisce all'aereo di restare pienamente stabile se usato senza i computer di volo, ma lo rende molto reattivo rispetto alle macchine a stabilità naturale. Il risultato che si vide in aria a Parigi nel 1979 fu la possibilità di volare in maniera controllata ad appena 204 km/h e 26 gradi d'angolo d'attacco. I primi aerei cominciarono ad entrare in servizio nel 1984, dotati dei motori M-53 "Super Atar" e del radar RDM.
La linea di produzione del Mirage 2000 è stata chiusa nel 2007 con la consegna dell'ultimo aereo costruito (il 601º, un Mirage 2000-5 Mk2) alla Polemikí Aeroporía (aeronautica greca) avvenuta il 23 novembre 2007.
Negli anni 2000, l'Aeronautica Militare italiana, in vista della restituzione dei Tornado ADV presi in leasing dalla Royal Air Force, dovendo rimpiazzare i vecchi F-104 Starfighter e in attesa di schierare i nuovi Typhoon, ha valutato la possibilità di prendere 28 Mirage 2000; la scelta è poi ricaduta sul leasing dall'USAF di 34 F-16A Block 15, per via del fatto che gli armamenti in dotazione dell'Aeronautica Militare italiana erano compatibili con gli F-16A Block 15 e non con i Mirage 2000.

### Concezione
Nel 1972, l'Armée de l'air lancia il programma ACF (Avion de Combat Futur) per il quale cerca un aereo con due motori Snecma M53 ad ala fissa progettato per le missioni di superiorità aerea. Mentre si prepara una risposta a questa richiesta, il produttore Dassault Aviation lancia l'anno successivo, con fondi propri, lo studio di un aereo monomotore con ala a delta noto come Delta 2000. Il 12 dicembre 1975, il programma ACF è fermato per problemi di costi e il governo decide di adottare al suo posto il progetto del Delta 2000.
Quattro prototipi di aerei da combattimento monoposto (Mirage 2000C) sono ufficialmente ordinati nel 1976. Essi devono essere propulsi da un reattore M53-2 da 7500 kg/p in attesa del M53-5 più potente (9.000 kg/p) per gli aeromobili di produzione. Il primo prototipo fece il suo primo volo 10 marzo 1978. Il primo aereo di produzione ha volato a sua volta il 20 novembre 1982, equipaggiato col reattore M53-5, e le consegne all'Armée de l'air sono iniziate l'anno successivo. I primi 37 velivoli della serie sono consegnati con un radar RDM (Radar Doppler multimode) poiché lo sviluppo del radar RDI (Radar Doppler à Impulsions) si dimostra difficile. E alla fine sarà solo nel 1987 che finalmente saranno consegnate le prime unità dotate di radar RDI, e sono dotate anche un motore M53-P2 ancora più potente (9.700 kg/p). Alla fine degli anni 1990, l'aggiornamento dei 37 Mirage 2000C allo standard Mirage 2000-5 (radar RDY multimode e multi-target, aggiunta di quattro punti d'attacco per i missili MICA) permette di recuperare tanto dei radar RDI e di aggiornare gli aerei che erano stati consegnati con il radar RDM.
Il prototipo della versione biposto da addestramento (Mirage 2000B), interamente finanziati con fondi propri della Dassault Aviation, ha fatto il suo primo volo il 10 ottobre 1980. Dall 1979, l'Armée de l'air aveva commissionato una versione biposto destinata da attacco nucleare e capace di trasportare il missile ASMP, allora in fase di sviluppo. Designato Mirage 2000N, ha una struttura rinforzata per volare a bassa quota e a grande velocità, nonché un sistema di navigazione e d'attacco basati sul radar Antilope V, dotato della modalità terrain-following. I cannoni sono stati rimossi ed i coni di aspirazione sono ora fissi, limitando la velocità a 1,5 Mach. Il sedile posteriore è occupato da un Navigateur Officier système d'armes (NOSA). Il primo prototipo del Mirage 2000N fece il suo primo volo il 3 febbraio 1983 e la versione fu messa in servizio nel 1988. I primi 31 esemplari non potevano che trasportare il missile ASMP, ma gli aeromobili seguenti (standard 2000N-K2) sono in grado di effettuare anche missioni convenzionali con una vasta gamma di bombe convenzionali, a guida laser, anti-traccia oppure di missili anti-radar, anti-nave, ecc.

## Tecnica

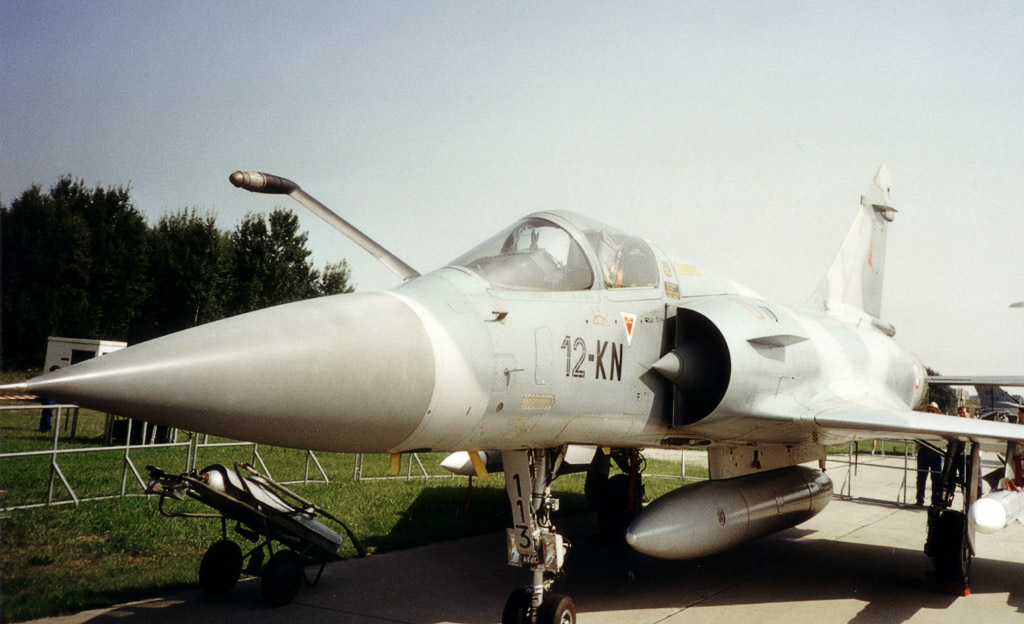
Un Mirage 2000C: in evidenza la sonda estraibile per il rifornimento in volo

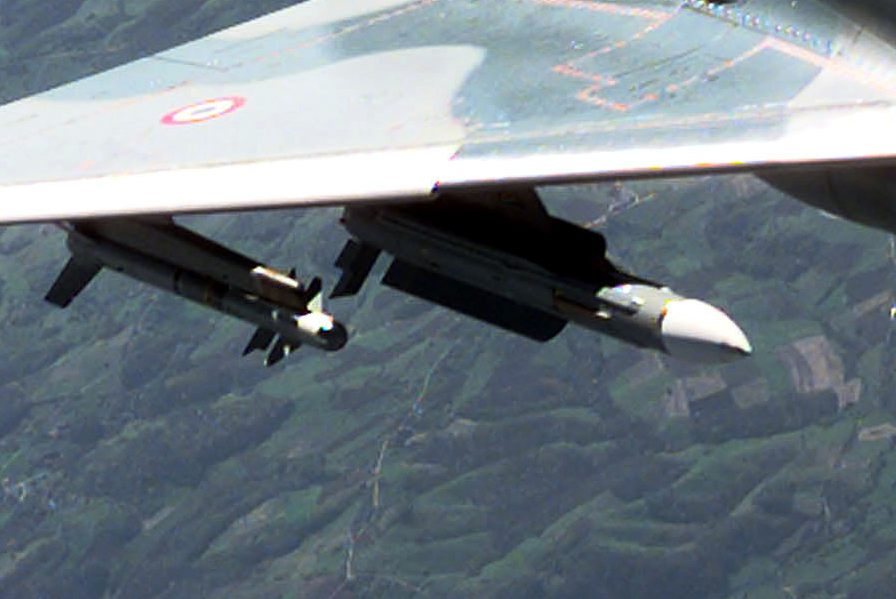
Parte dell'armamento di un Mirage 2000: i missili R550 Magic (sinistra) e Super R530 (destra)

### Cellula
L'aereo fu realizzato dopo tante elaborazioni progettuali, paragonabili a quelle quasi contemporanee che avevano portato all'F-16 (anch'esso a stabilità rilassata e fly-by-wire), ed è solo apparentemente "tradizionale". Il sistema dei comandi di volo si basa su computer digitali capaci di mantenere il velivolo controllabile anche in assetti che non dovrebbero essere tollerati dalla configurazione a delta puro. La macchina, caratterizzata da una forma molto aggraziata ed elegante, ha un'elevata maneggevolezza, specie ad alte quote e velocità, grazie alla grande superficie alare di ridotta resistenza tipica del delta puro.
L'ala ha un angolo sul bordo d'entrata di 58 gradi ma in quello d'uscita ha -4 gradi, dandogli la complessiva struttura di un rombo. La fusoliera ha una costruzione metallica di tipo relativamente convenzionale, con un abitacolo molto stretto e senza tettuccio a goccia.
Il muso contiene il moderno ma parecchio angusto abitacolo, l'eventuale sonda a scomparsa per il rifornimento in volo e la maggior parte delle attrezzature elettroniche, culminando in una tozza sonda per i dati aerodinamici (tubo di Pitot).
Il caccia nel suo complesso risulta estremamente agile: può raggiungere (in configurazione leggera) 9 g di accelerazione senza danni e 11 in sovraccarico; sale a 15.000 metri accelerando a Mach 2 in 4 minuti ed ha un'eccellente velocità di rollio grazie all'ala di ridotta apertura. Solo il raggio d'azione, tra i 600 e i 1.100 km in configurazione aria-aria a seconda delle velocità e del carburante aggiuntivo trasportato, rimane assai limitato.

### Motore
Il velivolo ha un motore M-53 a doppio flusso, molto più potente dei turbogetti precedenti e, nonostante il basso rapporto di diluizione, ha un consumo abbastanza contenuto a tutte le velocità. La capacità dei serbatoi è di circa 4.000 litri, in gran parte contenuti sotto l'elegante schiena del velivolo. Non molto per alimentare un motore che, pur consumando meno dei predecessori, è pur sempre da 9.000 chili di spinta statica, incrementata poi a 9.700 nei modelli migliorati che sono giunti in seguito.
Le prese d'aria sono a cono centrale mobile, come i modelli precedenti. Il cono si sposta a seconda della velocità, arretrando progressivamente al suo aumentare. In questo modo si può regolare la geometria del flusso d'aria adattandolo a tutte le velocità pratiche sostenibili dall'aereo, senza avere un complesso disegno delle prese d'aria stesse, come nel caso di velivoli quali il Panavia Tornado. Sopra di esse esistono due "baffi" fissi che hanno il compito di destabilizzare l'aereo, aiutando paradossalmente il sistema di stabilità artificiale a prenderne il pieno controllo.

### Elettronica
L'elettronica di missione è molto complessa e variegata per una macchina tanto leggera.
Il radar è il sensore principale, del tipo RDM nei modelli base. Si tratta di un sensore multiruolo per compiti aria-aria e aria-suolo. Il successivo RDI ha la funzione quasi esclusiva dell'intercettazione e una portata di 150 km anziché 90. Il pilota può disporre di un'HUD CSF VE-130 per visualizzare i dati nei primi modelli, poi sostituito da altri più avanzati.
Esiste un sistema ECM basato su un RWR e un disturbatore attivo; i modelli sono di vario genere, inclusi quelli esterni in appositi pod come lo Spiral. Il sistema di navigazione comprende una piattaforma inerziale e ausili per la radionavigazione. Infine sono presenti radio HUF/VHF, radioaltimetro e altre attrezzature.
I principali componenti dell'avionica sono:
- Radar: Thomson-CSF RDM (multimode, 90 km portata strumentale), RDI (intercettazione, 150 km), Antelope V (TFR) o RDY (multimode, 150 km)
- RWR: Thomson-CSF (dal 2000 diventata Thales) Serval
- ECM: Matra Spiral
- INS: SAGEM Uliss 5
- HUD: Thomson-CSF VE-130, oppure VEH-3020 (olografico)

### Armamento
L'armamento base è costituito da due cannoni Giat DEFA M 554 calibro 30 mm con 250 colpi sparabili a 1.300 colpi al minuto. Il peso di una singola munizione è di 270 grammi e la velocità iniziale è di 800 m/s. In 5 piloni subalari e di fusoliera, incrementati poi a 9 con il Mirage 2000-5, si può trasportare circa 6.300 chili di armi, serbatoi da 1.300 o 1.700 litri, sistemi elettronici di vario genere.
Un carico tipico è dato da:
- Per l'intercettazione: due missili Matra Super 530 F e due Matra R550 Magic II sotto le ali, un serbatoio sotto la fusoliera da 1.300 litri.
- Per le missioni aria-aria a lungo raggio: due Magic, due serbatoi da 1.300-1.700 litri sotto le ali e un R.530 sotto la fusoliera.
- Attacco nucleare (Mirage 2000N): due serbatoi da 1.700 litri e due Magic sotto le ali, il missile ASMP sotto la fusoliera.
- Il Mirage 2000 può disporre di armi aria-suolo, ed un carico tipico è dato dai soliti due Magic e 4 bombe da 250 kg sotto le ali (Apache, SCALP, AASM), oltre ad un serbatoio sotto la fusoliera. Raggio d'azione dichiarato: 740 km.
- Attacco di precisione (Mirage 2000D): può operare con due AS-30L a guida laser sotto le ali, oltre al solito corredo di serbatoi e missili da autodifesa.
- Attacco antinave: il Mirage 2000 in appositi modelli export (Mirage 2000E) può operare con due missili Exocet sotto le ali, oppure uno sotto la fusoliera; analogo discorso per i carichi accessori.
- Aria-aria con i MICA: Il Mirage 2000-5 può disporre di quattro di questi nuovi missili sotto la fusoliera, un serbatoio da 1.300 litri in mezzo ad essi e/o due sotto le ali, e infine due Magic. Con un sistema d'arma capace di localizzare aerei a 150 chilometri ed ingaggiarne fino a 4 simultaneamente con questi missili a guida radar attiva a 50 chilometri contro i 40 possibili per i Super R530 (ingaggio limitato ad un singolo bersaglio alla volta) dà l'idea di quanto il Mirage si sia evoluto nel combattimento aereo in circa 10 anni di tempo.

## Impiego
Francia

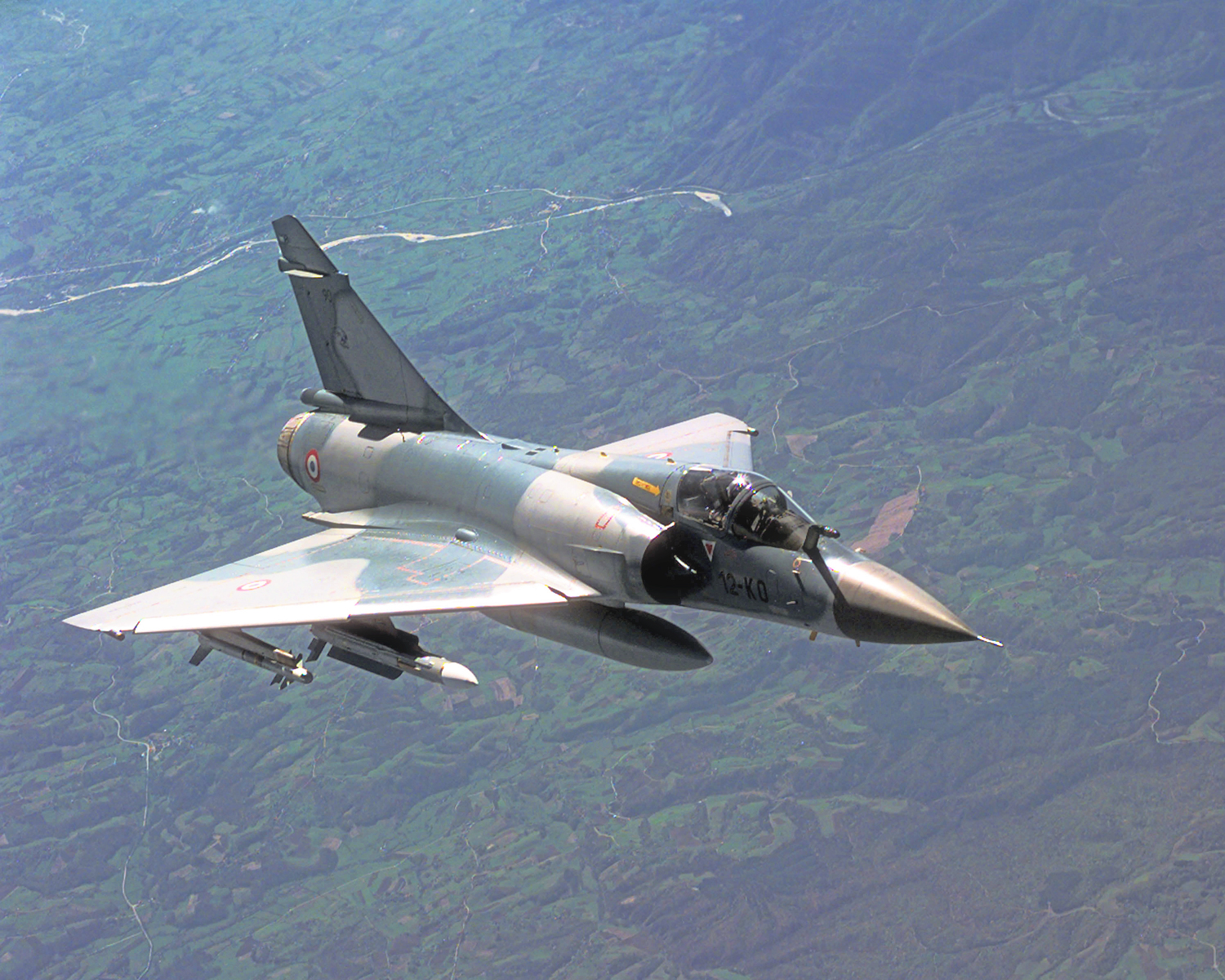
Un Mirage 2000 francese

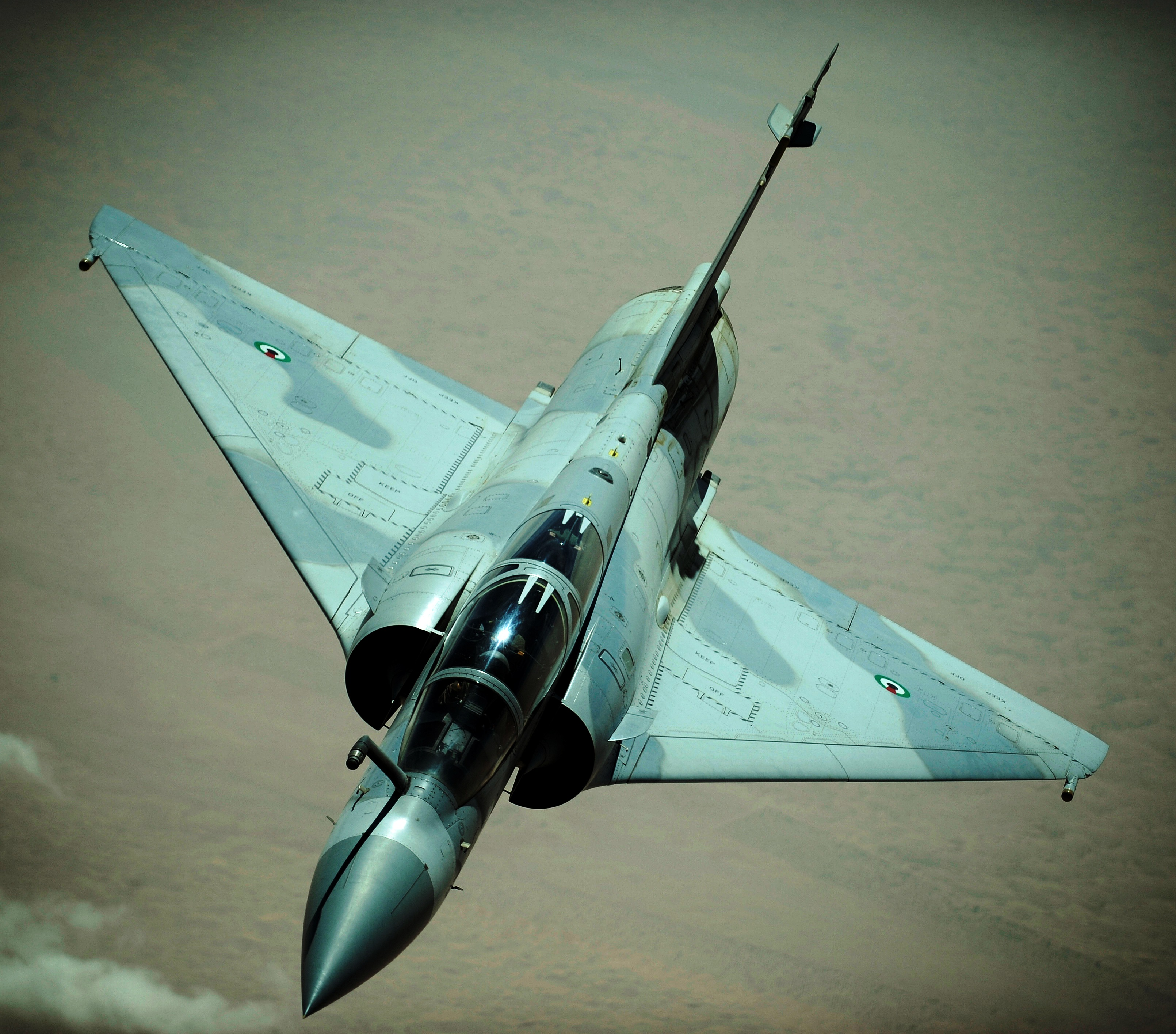
Un Mirage 2000 degli Emirati Arabi

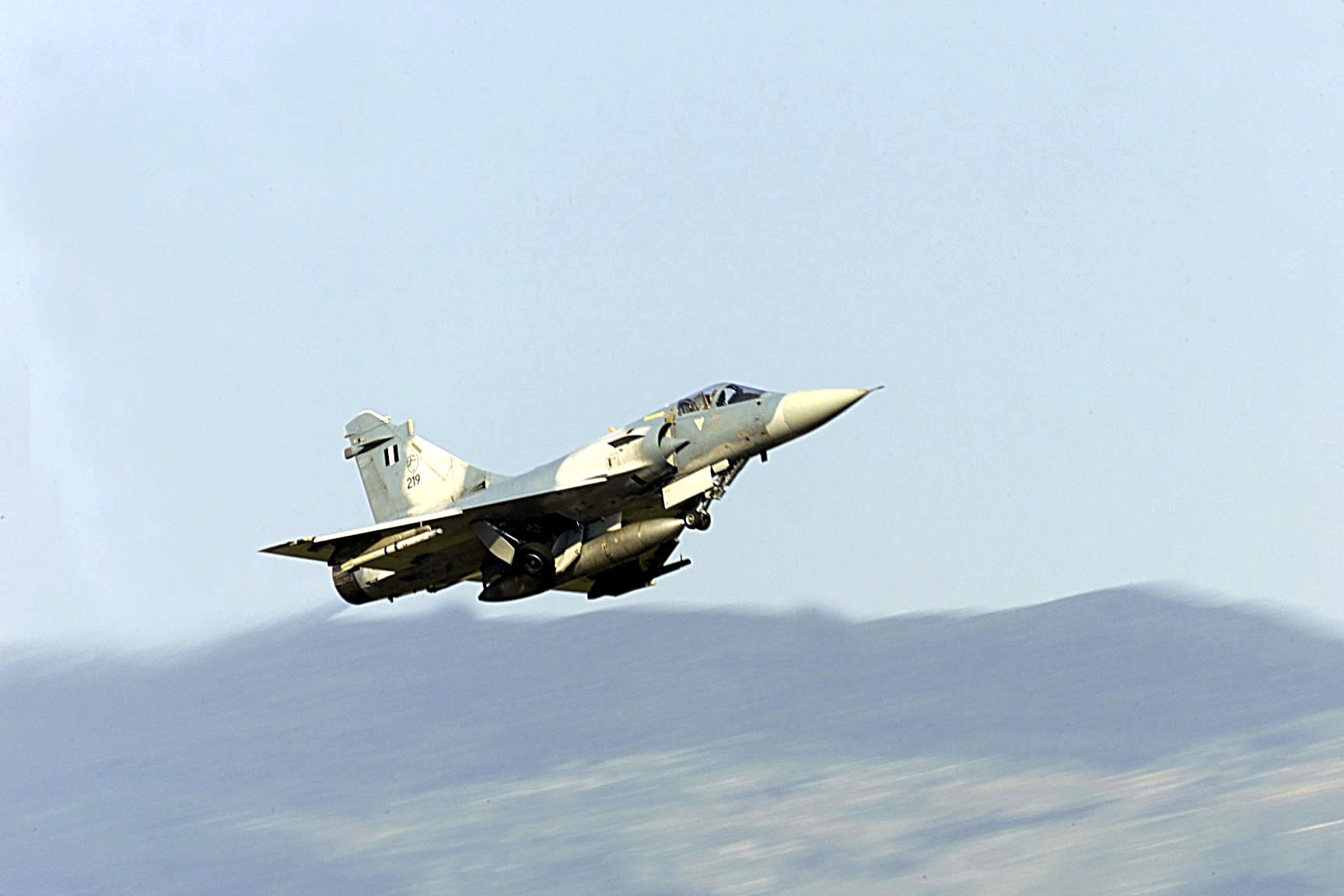
Un Mirage 2000 greco

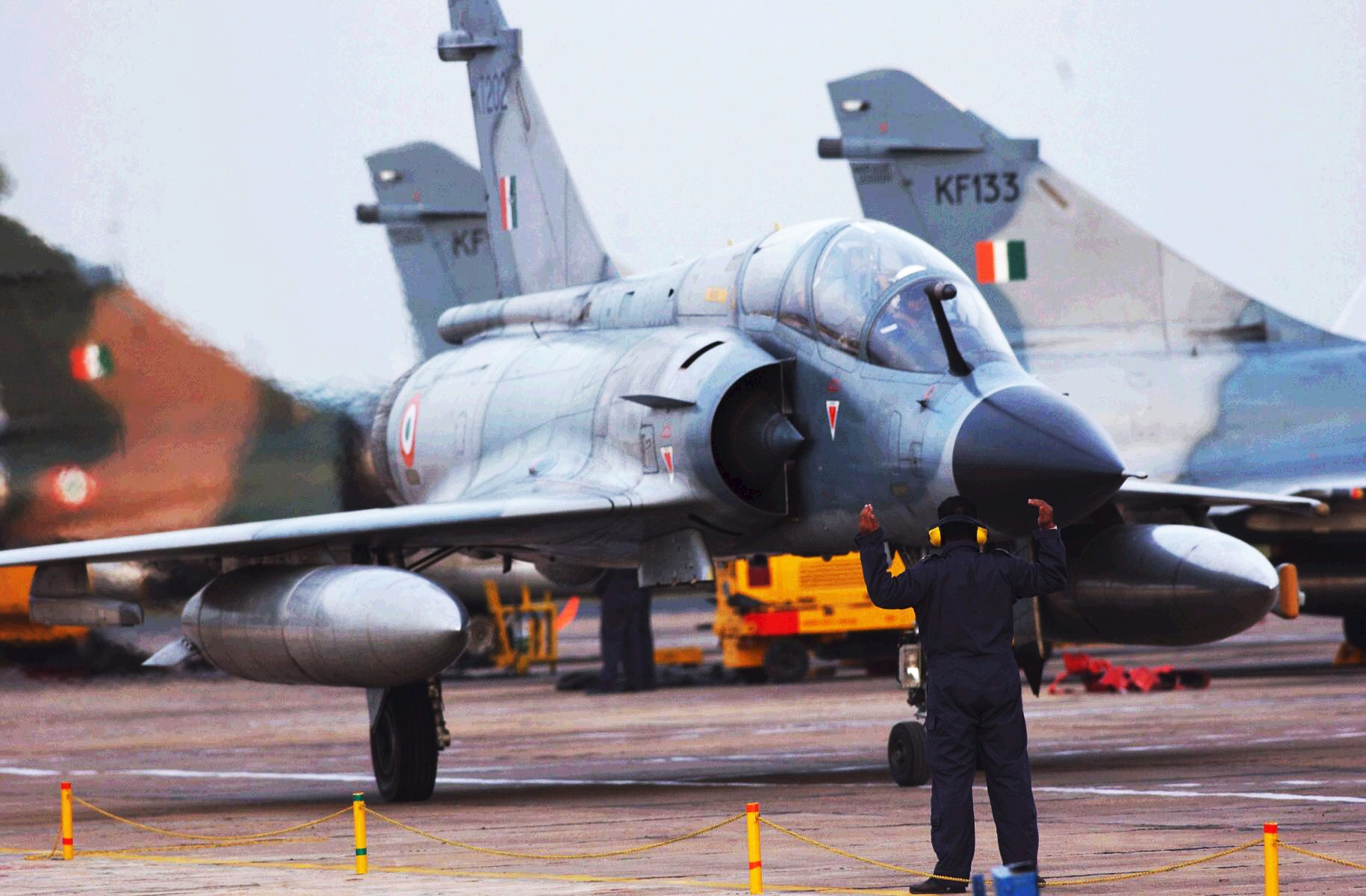
Un Mirage 2000 indiano

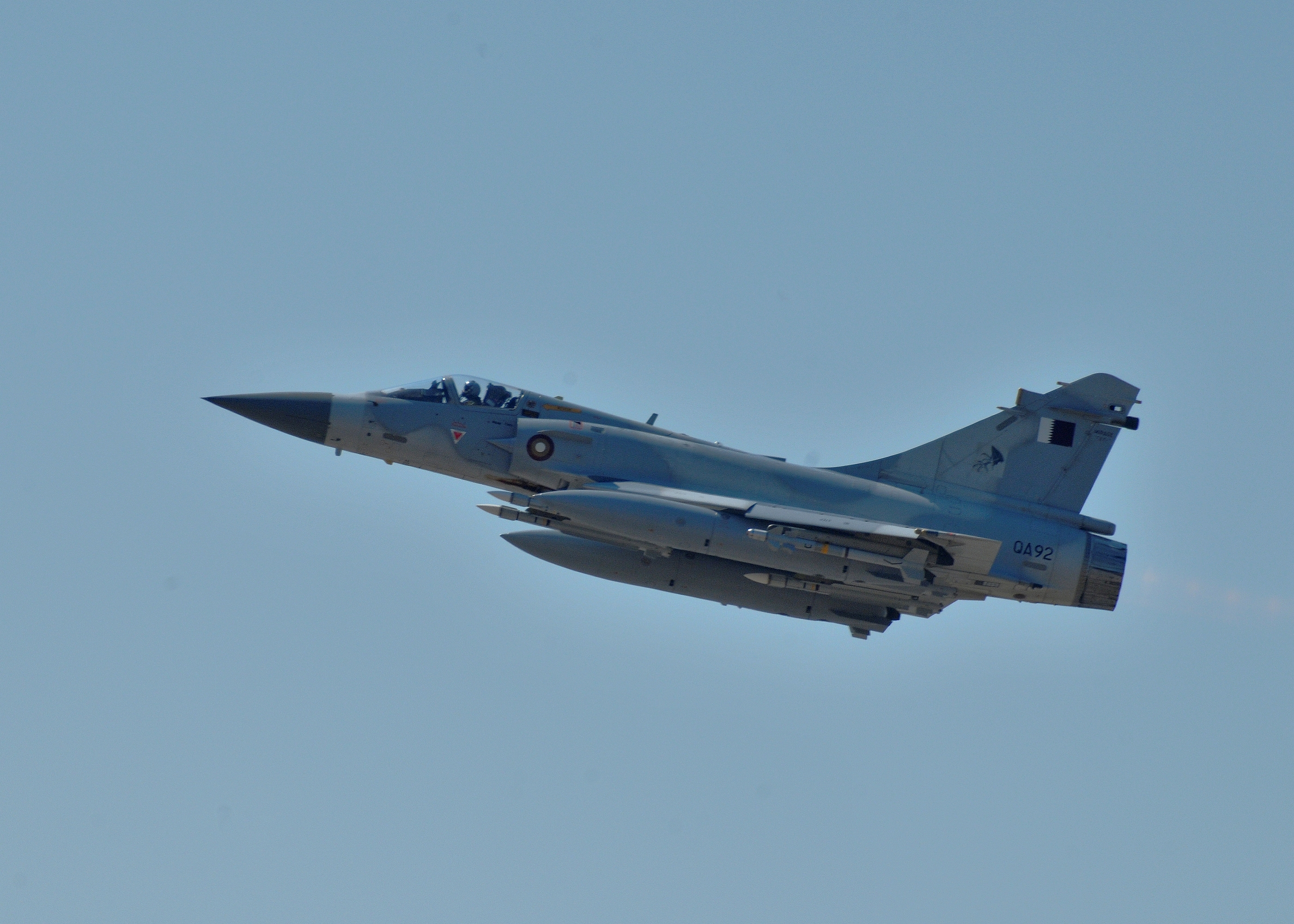
Un Mirage 2000 del Qatar

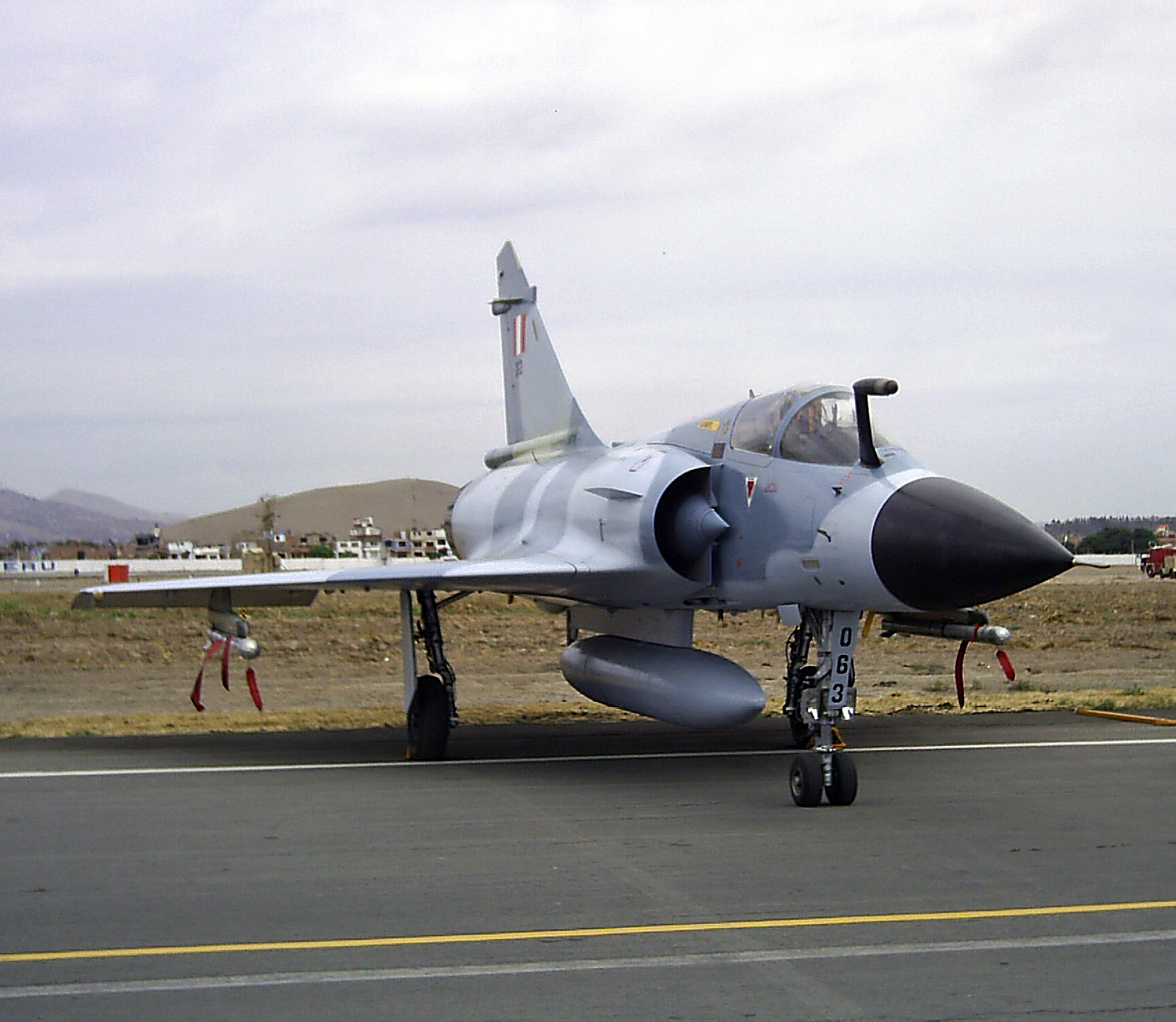
Un Mirage 2000 peruviano

Il principale utilizzatore è la Francia, l'Armée de l'Air ne ha ricevuti un gran numero: al 1990 ne aveva ordinati 136 "C", 23 "B", 75 "N" e 39 "D".
Sono stati impiegati come intercettori nel 1991 e come macchine d'attacco in ex-Jugoslavia e in Afghanistan. I primi 37, allo standard RDM, sono stati in seguito aggiornati allo standard "2000-5" con il RDY. Gli altri "B/C" sono equipaggiati con i vari sottomodelli del RDI e i missili Super R.530D, anziché gli originari -F1.
Il Mirage 2000 è una macchina avanzata e nella tradizione della loro dinastia è anche un bel velivolo, con forme ben armonizzate. L'estetica e la tecnologia hanno giovato al successo commerciale della macchina, nonostante un costo piuttosto elevato, che nella metà anni ottanta era dell'ordine dei 20-25 milioni di dollari per aereo.
I Mirage 2000 francesi sono al 2010 inquadrati in diversi squadroni:
1. Escadron de chasse 2/4 La Fayette sulla BA 116 Luxeuil dal 1988 con i Mirage 2000N
2. Escadron de chasse 3/4 Limousin sulla BA 125 Istres dal 1989 con i Mirage 2000N
3. Escadron de chasse 1/2 Cigognes sulla BA 102 Digione-Longvic dal 1997 e sulla BA 104 Al Dhafra dal 2008 con i Mirage 2000-5F
4. Escadron de chasse 1/3 Navarres sulla BA 133 Nancy-Ochey dal 1993 con i Mirage 2000D
5. Escadron de chasse 2/3 Champagne sulla BA 133 Nancy-Ochey dal 1993 con i Mirage 2000D
6. Escadron de chasse 3/3 Ardennes sulla BA 133 Nancy-Ochey dal 1994 con i Mirage 2000D
7. Escadron de chasse 2/5 Île-de-France sulla BA 115 Orange-Caritat dal 1989 con i Mirage 2000C, B
8. Escadron de transformation Mirage 2000D 2/7 Argonne sulla BA 133 Nancy-Ochey dal 2008 con i Mirage 2000D
9. Escadron de chasse 3/11 Corse dal 2008 sulla BA 188 Gibuti con i Mirage 2000C, D
10. Escadron de chasse 1/12 Cambrésis sulla BA 103 Cambrai-Épinoy dal 1992 con i Mirage 2000C
11. Escadron de chasse et d'expérimentation 5/330 Côte d'Argent sulla BA 118 Mont-de-Marsan dal 1987 con i Mirage 2000C,B,N,D,-5F[9]

Le unità che impiegavano Mirage 2000 e che al 2010 risultano disciolte:
1. Escadron de chasse 1/4 Dauphiné sulla BA 116 Luxeuil dal 1988 al 2010 con i Mirage 2000N
2. Escadron de chasse 2/12 Picardie sulla BA 103 Cambrai-Épinoy dal 1993 al 2009 con i Mirage 2000C, B
3. Escadron de chasse 2/2 Côte d'Or sulla BA 102 Digione-Longvic dal 1986 al 2006 con i Mirage 2000B / -5F
4. Escadron de chasse 1/5 Vendée sulla BA 115 Orange-Caritat dal 1988 al 2007 con i Mirage 2000C, B

 Egitto
L'Egitto è stato il primo cliente: verso la fine del 1981 ordinò 20 esemplari consegnati tra il 1986 e il 1988. La loro designazione è EM/BM.
 India
L'India è la prima grande cliente, con un ordine fatto già nel 1982 per 49 esemplari (42 monoposto e 7 biposto) e ne ha fatto le principali macchine multiruolo della sua aviazione; nel 2004 ne ha ordinati altri 10 esemplari (4 monoposto e 6 biposto). La loro designazione è H/TH e denominati Vajra. L'India aveva assegnato ai Mirage 2000 già nel 1985 il compito di bombardamento nucleare. Nel 1999 sono stati impiegati nel Conflitto del Kargil contro il Pakistan, effettuando 515 sortite e 240 missioni di bombardamento. Nel 2006 era in programma un contratto per l'aggiornamento di 51 Mirage 2000 allo standard 2000-5 Mk 2 e per prolungarne il servizio per altri 20-25 anni, ma non se ne fece nulla. Nel 2011, l'India ha firmato un contratto con Dassault Aviation e Thales per l'aggiornamento dei suoi 51 Mirage 2000 e per oltre 400 missili MICA.
 Perù
Il Perù è l'unico cliente del "Nuovo Mondo", con 14 esemplari Mirage 2000P/DP, ordinati nel 1982 e consegnati 5 anni dopo. La loro designazione è EP/DP.
 Emirati Arabi Uniti
Gli Emirati Arabi Uniti hanno posto un primo ordine, nel 1983, per 36 macchine con la solita serie di modifiche per le esigenze locali e successivamente un secondo ordine di 32 Mirage 2000-9. La loro designazione è AED/RAD/DAD.
 Grecia
La Grecia nel 1985 ha deciso che la sua variegata prima linea doveva essere suddivisa tra Mirage 2000 e F-16. Nel 1988 ha inserito 40 esemplari nel suo potenziale e nel 2000 ha acquistato 10 Mirage 2000-5 MKII. La loro designazione è EG/DG.
 Taiwan
L'ultimo grande ordine è di Taiwan, con ben 60 macchine, ordinate nel 1992 e consegnate in sostituzione degli invecchiati F-104. Il velivolo è stato acquistato ad un costo unitario di 28 milioni di dollari ma è stato consegnato assieme a ben 1.440 missili Mica e 600 missili Matra R550 Magic II. È stato il principale caccia dell'aeronautica taiwanese per contrastare i Sukhoi Su-27 cinesi, nel frattempo giunti in linea dall'altra parte dello Stretto. La loro designazione è 5EI/5DI.
 Qatar
Nel 1994 il Qatar ha ordinato 12 Mirage 2000-5, le consegne sono iniziate dal 1997. La loro designazione è 5EDA/5DDA.
 Brasile
Nel 2005 il Brasile ha acquistato 12 Mirage 2000 usati dall'Armée de l'air, le consegne sono iniziate dal 2006 e si sono concluse nel 2008. La loro designazione è C/B.

### Missioni
Francia
- Guerra del Golfo, Opération Daguet (1990-1991)
- Guerra in Bosnia-Erzegovina, Operazione Deliberate Force (1992-1995)
- Guerra del Kosovo (1996-1999)
- Guerra in Afghanistan (2001-2012)
- NATO Air Policing, Air Baltic 2007 (1º aprile - 1º agosto 2007; Mirage 2000C)[11]
- NATO Air Policing, Air Baltic 2010 (4 gennaio - 5 maggio 2010; Mirage 2000C)[11]
- NATO Air Policing, Air Baltic 2011 (30 aprile - 2 settembre 2011; Mirage 2000C)[11]
- Guerra civile libica, Opération Harmattan (19 marzo 2011 - 31 ottobre 2011; Mirage 2000D e Mirage 2000-5)
- Guerra in Mali, Opération Serval (11 febbraio 2013 - in corso; Mirage 2000D)
- Intervento militare contro lo Stato Islamico, Opération Chammal (19 settembre 2014 - in corso; Mirage 2000D e N)

 Grecia
- L'8 ottobre 1996, un Mirage 2000 greco abbatte un F-16 turco, a seguito della violazione del proprio spazio aereo.

 India
- Guerre indo-pakistane, Conflitto del Kargil (maggio - luglio 1999)

 Qatar
- Guerra civile libica, Intervento militare in Libia nel 2011 (25 marzo 2011 - 31 ottobre 2011; 6 Mirage 2000-5EDA)
- Intervento militare contro lo Stato Islamico (dal 2014 - in corso)

 Emirati Arabi Uniti
- Guerra civile libica, Intervento militare in Libia nel 2011 (24 marzo 2011 - 31 ottobre 2011; 6 Mirage 2000)
- Intervento militare contro lo Stato Islamico (dal 2014 - in corso)

### In missione con il Mirage 2000C
Entrando nell'abitacolo, dotato di sedile Martin-Baker 10 costruito su licenza, il pilota si trova in spazi ristretti ma ergonomicamente molto ben concepiti. Il sedile non è marcatamente inclinato verso l'indietro come nell'F-16, onde poter sopportare l'accelerazione di gravità durante le manovre, mentre la visibilità verso l'indietro è assai ridotta, anche se accettabile.
Il tettuccio non è a goccia per motivi aerodinamici, ma è molto rialzato rispetto alla fusoliera, raccordato al dorso della stessa con una chiusura robusta e assai convenzionale. I montanti sono sottili, per non ostacolare la visibilità in maniera apprezzabile, nondimeno marcano una sensibile differenza rispetto all'F-16.
Il pannello strumenti offre una serie di interfacce analogiche, ma esiste anche un display multifunzione a colori VCM-180 dedicato prevalentemente al radar. Sopra esiste il HUD VE-130 per la lettura di dati "a testa alta", a destra vi sono i comandi e i controlli del motore, a sinistra esistono due orizzonti artificiali e altri apparati di controllo, radio e controllo armamento con relativo pannello. Nei modelli avanzati esistono ben tre display multifunzione, ma in tutti i casi sotto l'HUD vi è uno schermo di ripetizione dei dati pannello strumenti, molto utile come apparato "intermedio" tra l'HUD e il pannello controlli.
Nell'insieme il pilota si trova davanti ad un pannello di controlli molto stretto, come tutto l'abitacolo, e il layout è molto simile a quello del Saab 37 Viggen, ovvero l'anello di congiunzione tra la generazione analogica e quella digitale.
La cloche è di tipo tradizionale, in posizione classicamente centrale, con limitata applicazione della tecnologia HOTAS.
Grazie alla capacità di programmazione rapida del calcolatore digitale ESD, il pilota può pianificare la missione, mentre la piattaforma inerziale Uliss 52 viene poi allineata al punto esatto di partenza del velivolo. Ovviamente tale operazione non è indispensabile, specie se il decollo deve avvenire in tempi ridotti, ma altamente raccomandata.
L'AFCS, il sistema computerizzato per il controllo del volo, aiuta il pilota a non andare oltre i limiti del velivolo, come nel caso dell'accelerazione subita durante le manovre. Il sistema è bypassabile, ma ovviamente non è consigliato farlo.
Sistemato il pilota, allineata la piattaforma, avviati i sistemi di bordo, con il motore avviabile anche con le batterie di bordo come anche con sistemi esterni, l'aereo può iniziare a muoversi con un buon livello di manovra a terra, grazie all'ampia carreggiata del carrello e la possibilità di sterzare per circa 45 gradi per lato.
Con il motore al massimo, in appena 12 secondi il caccia accelera a 120 nodi e poi ruota il muso verso l'alto, decollando a circa 150 (270 km/h). La salita è tale da raggiungere i 15.000 metri e Mach 2 in appena 4 minuti, anche se solo in condizioni di carico leggero, tipico dell'intercettazione a breve raggio. Il pilota può disporre di un velivolo capace di raggiungere quasi 1:1 come kg di spinta e kg di peso, mentre la velocità di rollio raggiunge almeno i 270 gradi, grazie alla ridotta apertura alare garantita dalla formula a delta.
La manovrabilità ad alta quota e la velocità sono superbe, ma il motore rischia di perdere il confronto con la resistenza indotta, dato che non raggiunge una spinta totalmente accettabile. Nondimeno, il Mirage 2000 ha una capacità di manovra di 3g sostenuti a Mach 2, contro circa 2g per il F-4 o l'F-104G.
La manetta del gas è utilizzabile in maniera rapida e senza problemi di stallo del compressore, il motore è un turbogetto quasi puro, ideale per un caccia puro, meno per il ruolo di attacco a bassa quota, compito che viene nondimeno eseguito dal Mirage 2000N/D, con i radar Antilope che consente di volare a 1110 km/h e a 90 metri di quota. Il consumo è però elevato in tale profilo di volo, come la configurazione delta puro risulta poco stabile per una macchina leggera in volo a bassissime quote.
Il Mirage 2000 ha un ottimo apparato fly-by-wire, che consente il volo controllato da 100 nodi un su, con l'acrobazia possibile da 120 nodi. L'aereo riesce a restare controllabile anche nella scampanata, con i piloti francesi che a quanto si dice hanno fatto spesso gare non ufficiali di velocità massima "in retromarcia". Il Mirage ha una capacità di carico massima nominale di 9 g ma può arrivare in sovraccarico a 11 e come massimo a 13.
Il pilota, con il radar RDM può ingaggiare prevalentemente bersagli ad alta quota, su di un raggio massimo di 90 km e pratico di circa 65. Il radar RDI ha una capacità nominale massima di 150 km, ma il nuovo RDY può anche eseguire il tracking di più bersagli simultaneamente, con la possibilità di ingaggiare almeno 4 bersagli simultaneamente con i Mica, entro un raggio di almeno 50 km. Un piccolo aereo da combattimento come l'Alpha Jet ha una sezione radar frontale di circa 1,5 m², e nondimeno può essere agganciato a circa 80 km, appena meno in modalità look-down. La manovrabilità del Mirage è eccellente e non vi sono vizi di volo particolari, grazie al sistema di controllo computerizzato di volo che corregge eventuali errori del pilota.
All'atterraggio, il Mirage ha un assetto cabrato che rende assai difficile vedere bene verso il basso, ma la velocità di atterraggio è ragionevolmente bassa. Slat estratti, elevoni abbassati a 25 gradi, freni aerodinamici attivati (ma sono poco efficaci se non ad alta velocità) e la macchina tocca terra con sicurezza.

## Versioni

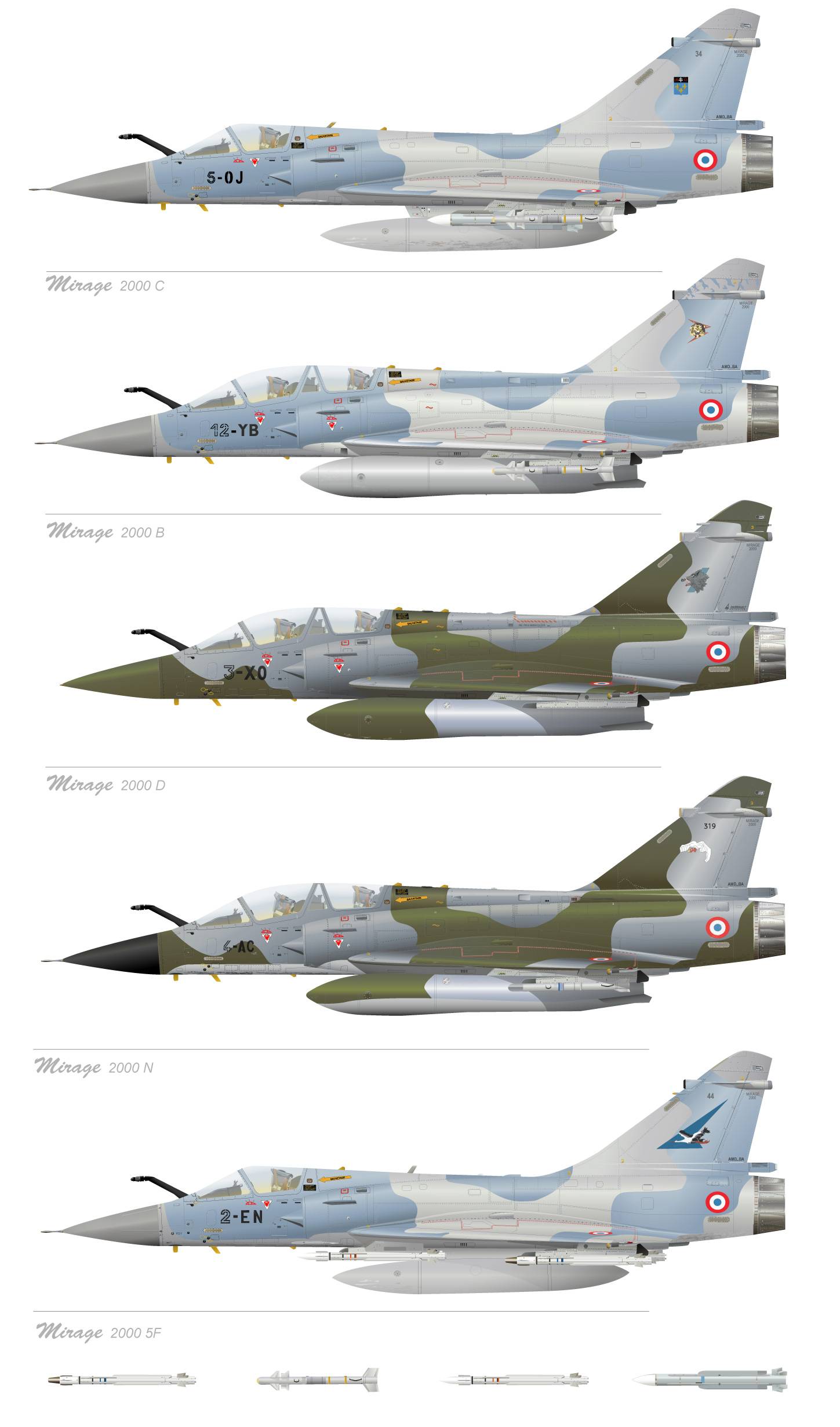
Le diverse versioni del Mirage 2000 dell'Armée de l'air francese

- Mirage 2000A : (1978) denominazione dei prototipi.
- Mirage 2000C : (1983) caccia intercettore monoposto per la difesa aerea.
  - Mirage 2000C/RDM : prima versione di serie con radar multimodale RDM compatibile con i missili aria-aria Matra Super R530F. Gli esemplari costruiti sono stati quasi tutti convertiti allo standard 2000-5F.
  - Mirage 2000C/RDI : seconda versione di serie con radar RDI compatibile con i missili aria-aria Matra Super R530D. Ottimizzato per l'intercettazione.
- Mirage 2000B : (1984) biposto da conversione operativa sprovvisto dei cannoni.
- Mirage 2000E : (1986) versione multiruolo basata sul Mirage 2000C/RDM, per l'esportazione.
  - Mirage 2000ED : versione biposto da conversione operativa, basata sul Mirage 2000B, per l'esportazione.
- Mirage 2000N : (1988) cacciabombardiere nucleare biposto, con radar TF Antilope e missili ASMP.
  - Mirage 2000N K3 ultima versione armata del missile ASMP-A (50 aerei previsti 2010).
- Mirage 2000-5 : (1992) versione aggiornata e avanzata da esportazione, con radar multiruolo RDY, missili MICA. Realizzato sia in versione monoposto che biposto da addestramento.
  - Mirage 2000-5F : versione di aggiornamento del Mirage 2000-5 destinata alla Francia.
    - Mirage 2000-5F Vi : l'ultima versione di aggiornamento in corso di sviluppo dalla Dassault nel 2009 per l'integrazione della connessione Link 16.

  - Mirage 2000-5 Mk2 : (2000) variante aggiornata del 2000-5 per la Grecia, compatibile con il pod di designazione laser Damocles. Monta il radar RDY-2.
  - Mirage 2000-9 : (2003) variante aggiornata del Mirage 2000-5 Mk2 per gli Emirati Arabi Uniti.
- Mirage 2000D : (1993) cacciabombardiere convenzionale biposto, con radar TF Antilope.
  - Mirage 2000D Vi : l'ultima versione di aggiornamento in corso di sviluppo dalla Dassault nel 2009 per l'integrazione della connessione Link 16.
- Mirage 4000 : proposta Dassault per un caccia multiruolo bimotore pesante, ottenuto ingrandendo il Mirage 2000. Un solo prototipo costruito senza seguito.

## Utilizzatori

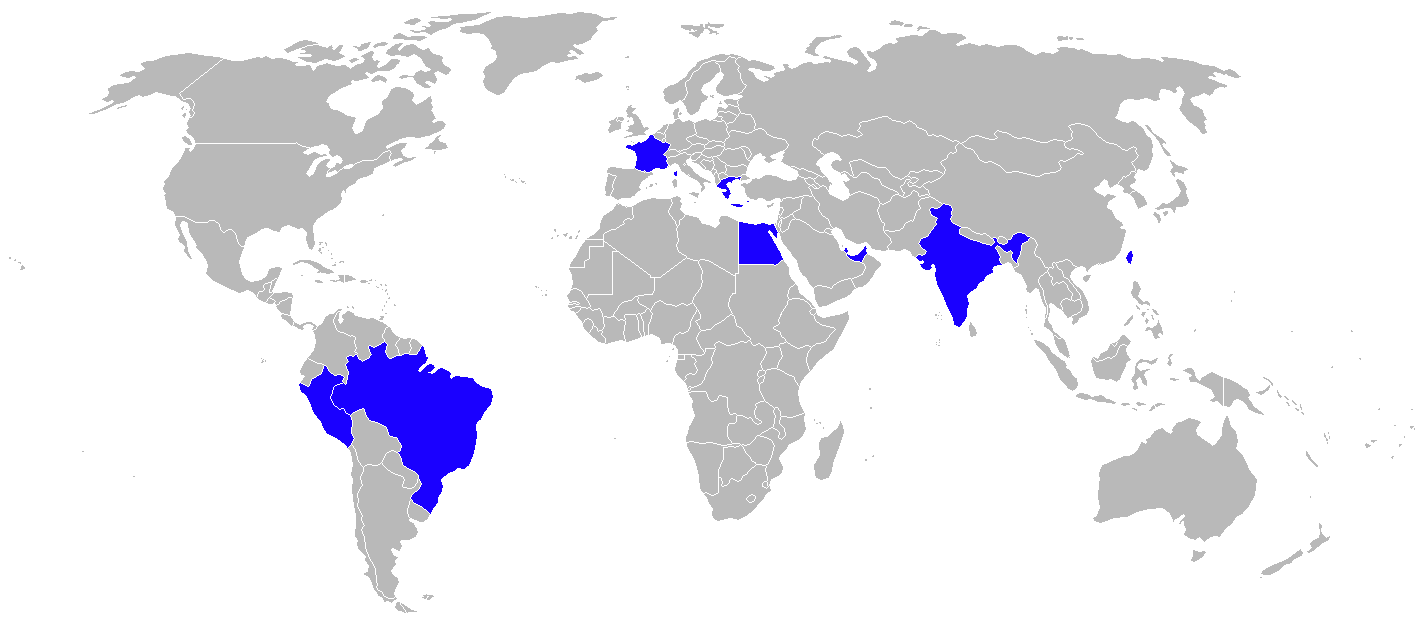
Paesi utilizzatori del Mirage 2000

Lista di acquirenti, operatori e varianti
 Francia
- Armée de l'air (315 acquistati, compresi i 12 poi venduti al Brasile, 147 operativi)

124× Mirage 2000C (caccia monoposto, di cui 37 aggiornati alla versione Mirage 2000-5F) Al giugno 2022 risultano ritirati dal servizio gli ultimi Mirage 2000C non aggiornati, lasciando in servizio gli 11 Mirage 2000-5 e 7 Mirage 2000B biposto.
30× Mirage 2000B (caccia biposto, col kit Mirage 2000C, 7 operativi)
75× Mirage 2000N (caccia biposto attacco nucleare, gli ultimi 29 ritirati il 21 giugno 2018)
86× Mirage 2000D (caccia biposto attacco convenzionale, dei 70 in organico 55 operativi all'aprile 2020) Uno dei 71 Mirage 2000D in organico al dicembre 2018 è andato perso il 10 gennaio 2019.
- Mirage 2000-5F (caccia monoposto, 37 aggiornati dalla versione Mirage 2000C, 11 operativi)
 Brasile
- Força Aérea Brasileira (12 acquistati usati dalla Francia nel 2006, tutti ritirati nel 2013)[19][20]

- Mirage 2000C (caccia monoposto, 10 acquistati usati dalla Francia, 0 operativi)
- Mirage 2000B (caccia biposto, 2 acquistati usati dalla Francia, 0 operativi)
Ritirati nel 2013, 11 tra Mirage 2000C e Mirage 2000B furono messi sul mercato nel 2016, sono stati venduti nel 2019 ad un acquirente che non è stato reso noto (forse negli Emirati, forse la società francese Procor) che vorrebbe utilizzarli nel ruolo aggressor.
 Egitto
- Al-Quwwat al-Jawwiya al-Misriyya (20 acquistati, 14 operativi all'agosto 2019)[21][22]

16× Mirage 2000EM (caccia monoposto, simile al Mirage 2000C, 11 operativi all'agosto 2019)
4× Mirage 2000BM (caccia biposto addestramento, 3 operativi all'agosto 2019)
 Emirati Arabi Uniti
- Al Imarat al Arabiyah al Muttahidah (68 acquistati, 55 operativi)

31 Mirage 2000-9 monoposto, 14 Mirage 2000-9D biposto, 36 tra Mirage 2000DAD, Mirage 2000EAD e Mirage 2000RAD consegnati.
 Grecia
- Polemikí Aeroporía (54 acquistati, 42 operativi)

36× Mirage 2000EG (caccia monoposto, simile al Mirage 2000C, 10 aggiornati a Mirage 2000-5Mk2, 16 operativi)
4x Mirage 2000BGM (caccia biposto addestramento, 2 operativi)
10× Mirage 2000-5Mk2 (caccia monoposto multiruolo, 10 operativi)
5× Mirage 2000-5Mk2 (caccia biposto multiruolo, 5 operativi)
 India
- Bhāratīya Vāyu Senā (57 acquistati, 54 operativi)[25]

45× Mirage 2000H (caccia monoposto multiruolo, aggiornati al Mirage 2000-5, 45 operativi)
12× Mirage 2000TH (caccia biposto addestramento, 12 operativi)
 Perù
- Fuerza Aérea del Perú (12 acquistati, 12 operativi)[26][27]

10× Mirage 2000EP (caccia monoposto multiruolo, 10 operativi al novembre 2017)
2× Mirage 2000DP (caccia biposto addestramento, 2 operativi al novembre 2017)
 Qatar
- Qatar Emiri Air Force (12 Mirage 2000-5EDA/DDA acquistati nel 1990, entrati in servizio tra il 1994 e il 1997)[28][29][30]

9× Mirage 2000-5EDA (caccia monoposto multiruolo, 9 operativi)
3× Mirage 2000-5DDA (caccia biposto addestramento, 4 operativi)
 Taiwan
- Chung-Hua Min-Kuo K'ung-Chün

Il 18 novembre 1992, furono acquisiti 48 Mirage 2000-5EI e 12 Mirage 2000-5DI come parte del programma "Fei Lung" (Flying Dragon). Primo esemplare consegnato ufficialmente in Francia il 9 maggio 1996, i primi cinque esemplari furono consegnati via mare il 6 maggio 1997 con consegne completate alla fine dell'ottobre del 1998. Oltre alla consueta dotazione e ricambi, il contratto comprendeva anche la consegna di 960 missili aria-aria a medio raggio MICA, 480 missili aria-aria Magic II e pod per i cannoni DEFA 554 da 30 mm per i Mirage 2000-5DI biposto che ne erano sprovvisti. In totale sono stati persi sei aerei: un biposto il 15 ottobre 1999; un monoposto il 14 dicembre 1999; un biposto il 14 novembre 2001; un biposto il 20 maggio 2013; un monoposto il 7 novembre 2017 e un monoposto il 14 marzo 2022.
 Ucraina
- Aeronautica militare ucraina

L'8 ottobre 2024, il ministro della Difesa francese Sébastien Lecornu confermò che l'Ucraina avrebbe ricevuto un numero imprecisato di Mirage 2000-5F. All'ottobre 2024 l'addestramento dei piloti e dei meccanici ucraini era già in corso in Francia, mentre gli aerei, che sarebbero stati modificati per assolvere anche missioni di attacco al suolo, sarebbero stati consegnati nel primo trimestre del 2025. Primi esemplari (6 secondo una relazione di bilancio pubblicata dalla Camera bassa dell'Assemblea nazionale francese) consegnati a partire dal 6 febbraio 2025.
TOTALE
601× di serie
7× prototipi
4× di pre-serie
612× totale velivoli prodotti

I Mirage 2000 dell'Armée de l'air
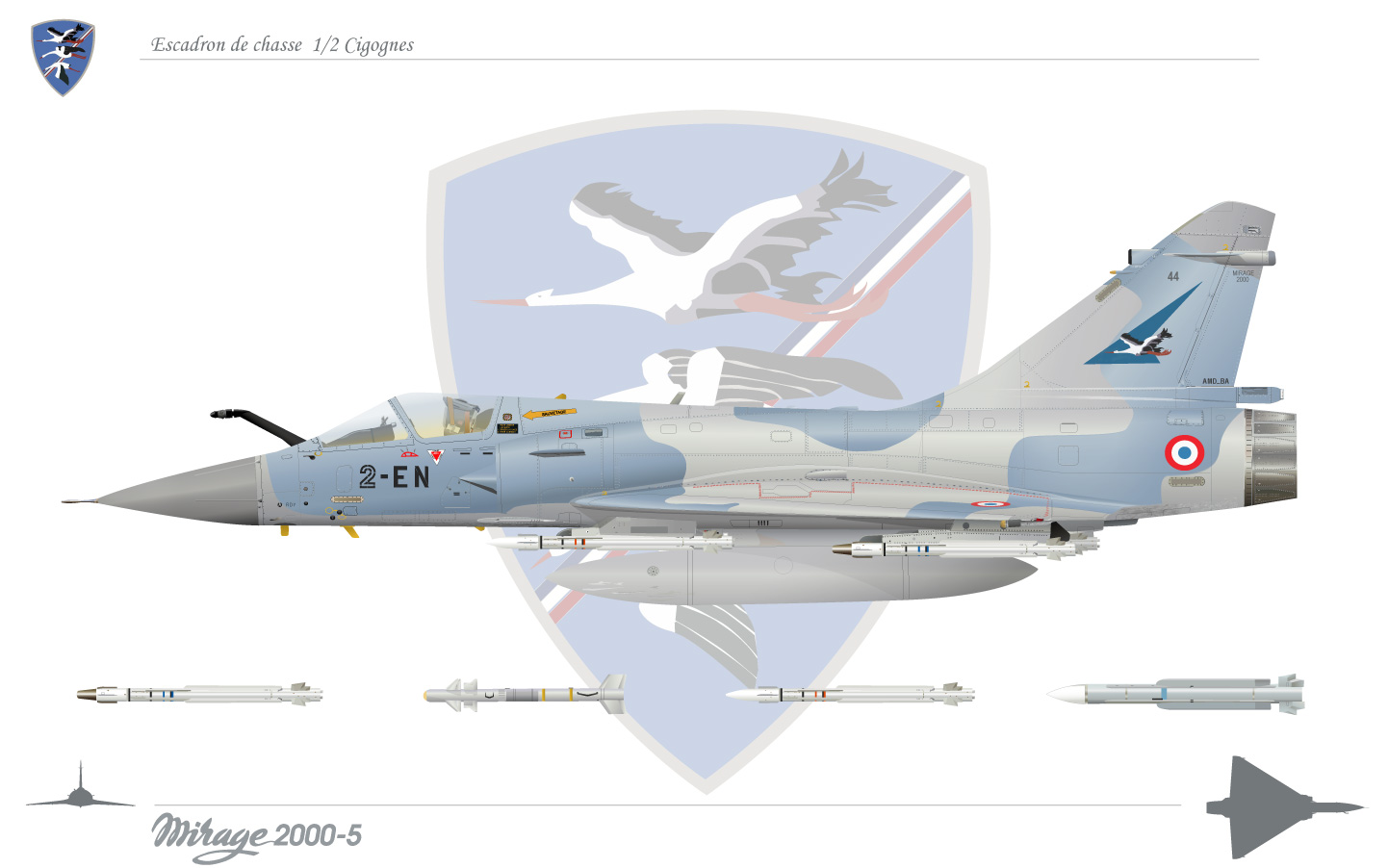
Mirage 2000-5 escadron de chasse 1/2 Cigognes
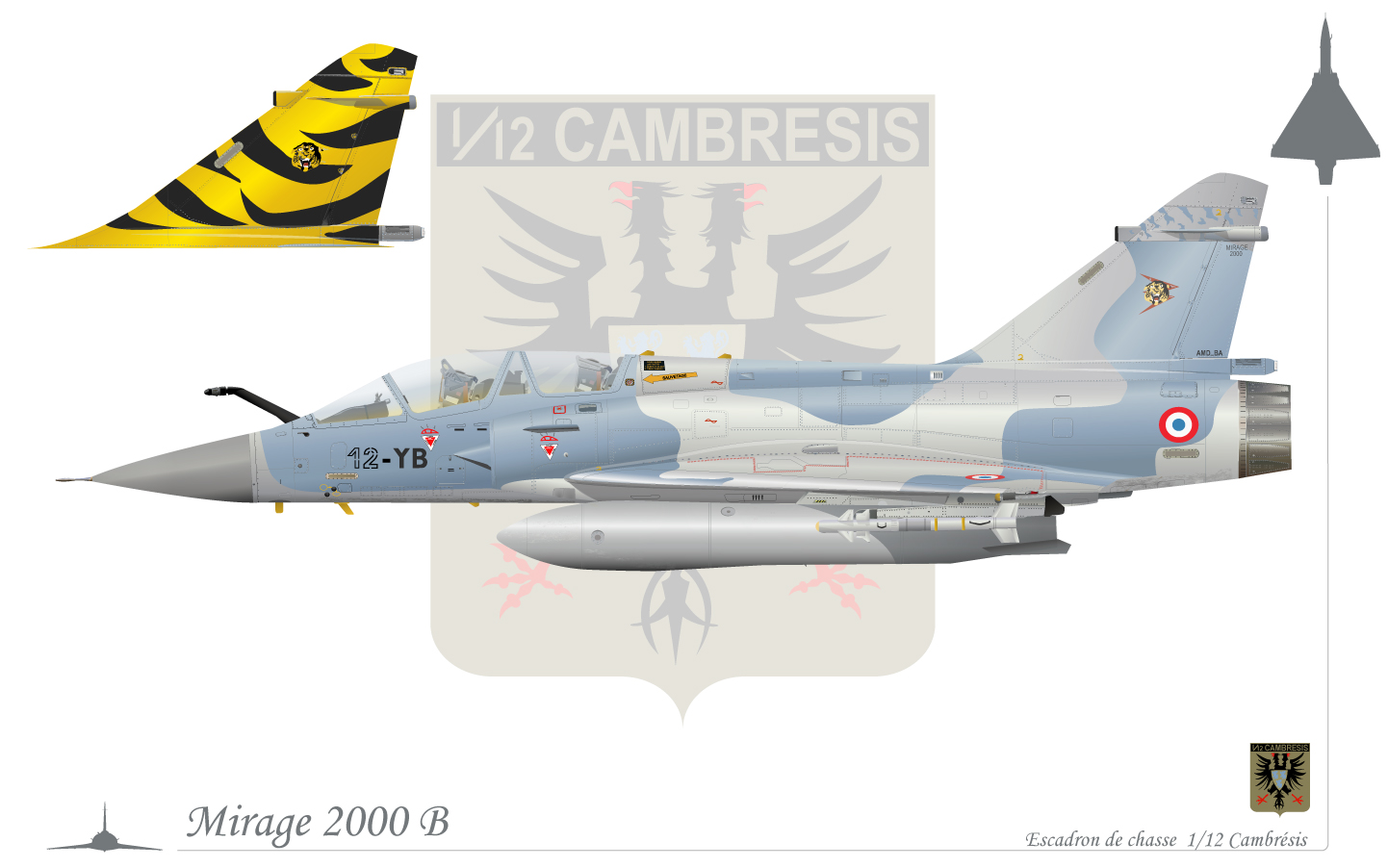
Mirage 2000 B escadron de chasse 1/12 Cambrésis
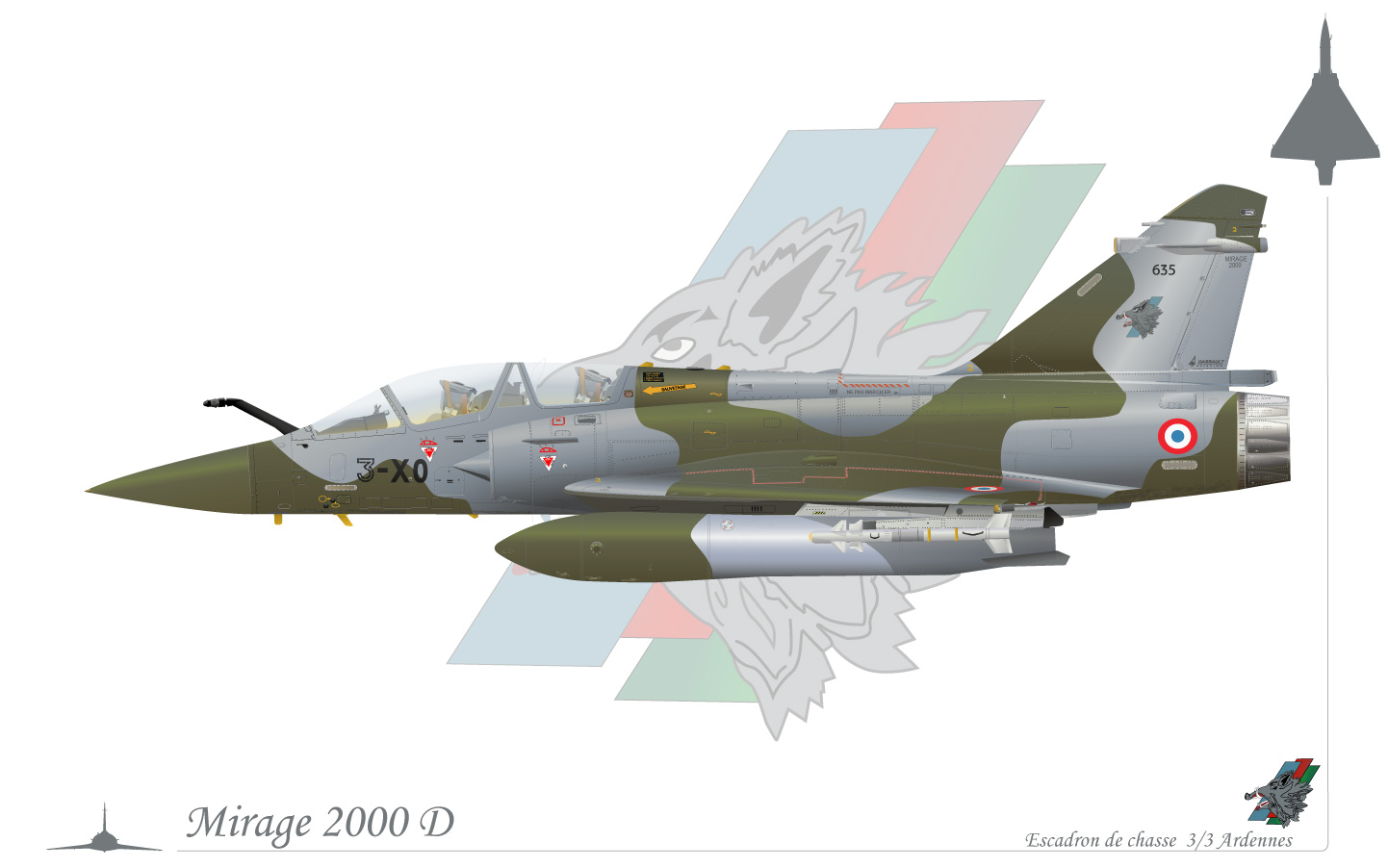
Mirage 2000 D escadron de chasse 3/3 Ardennes
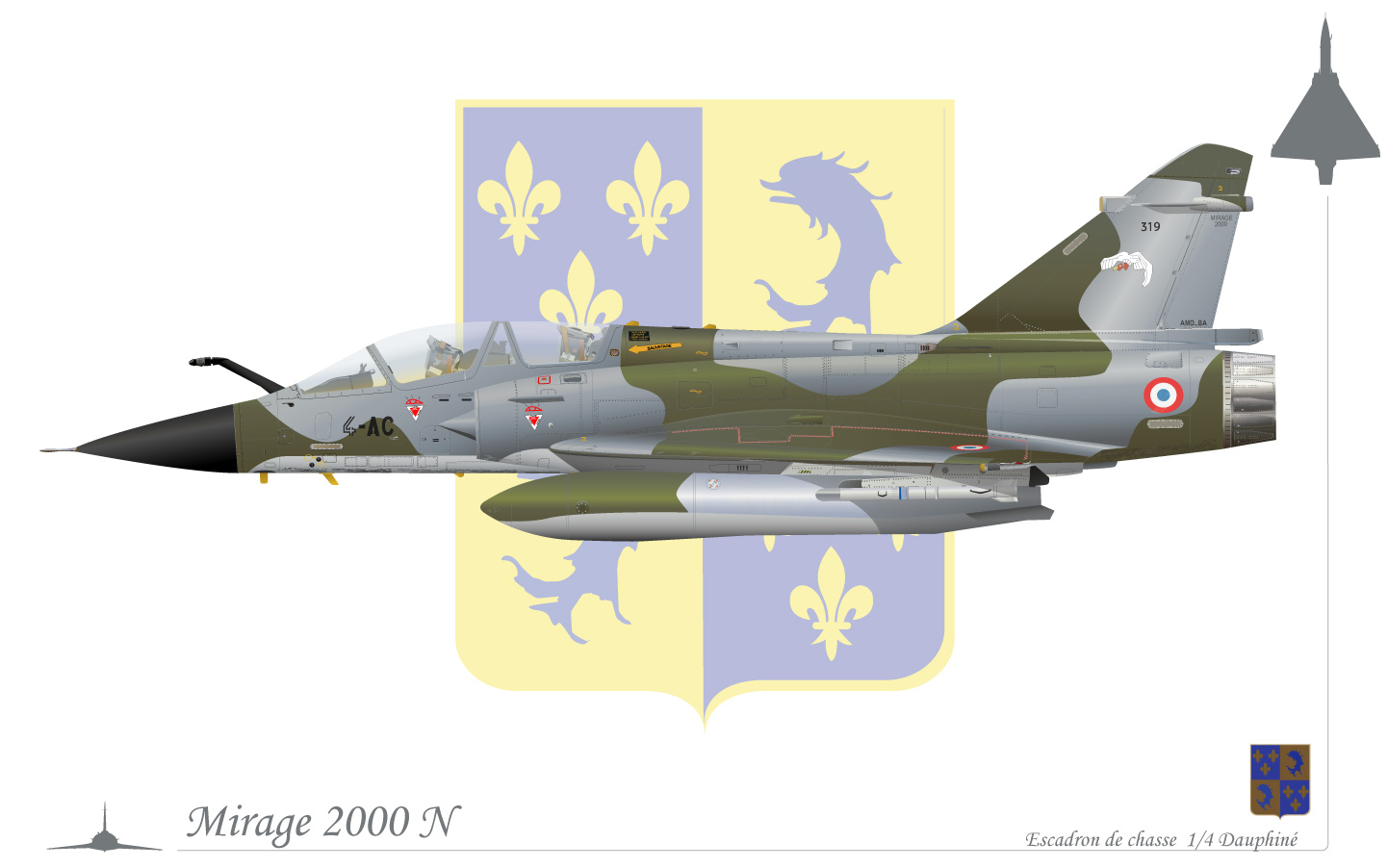
Mirage 2000 N escadron de chasse 1/4 Dauphiné
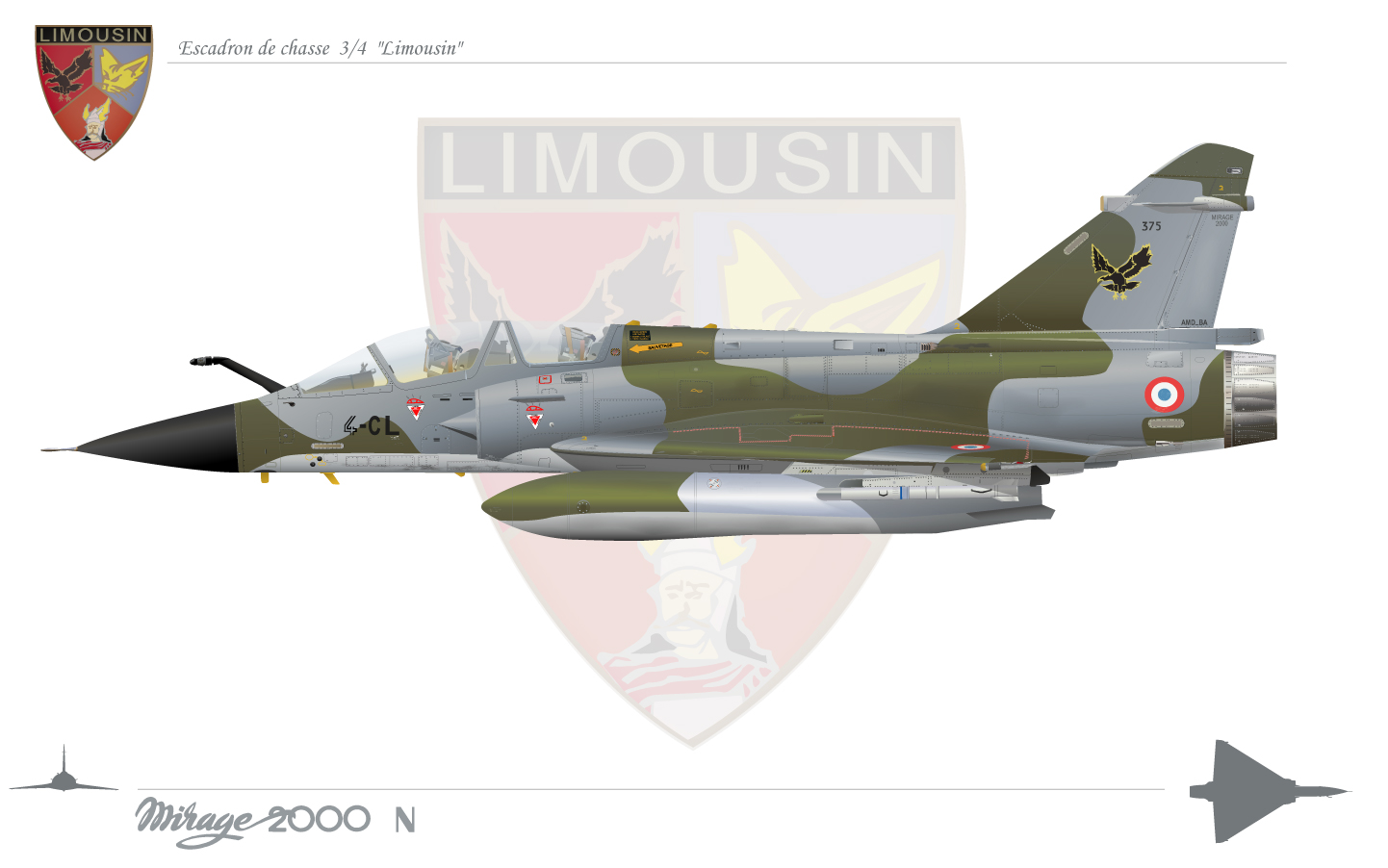
Mirage 2000 N escadron de chasse 3/4 Limousin
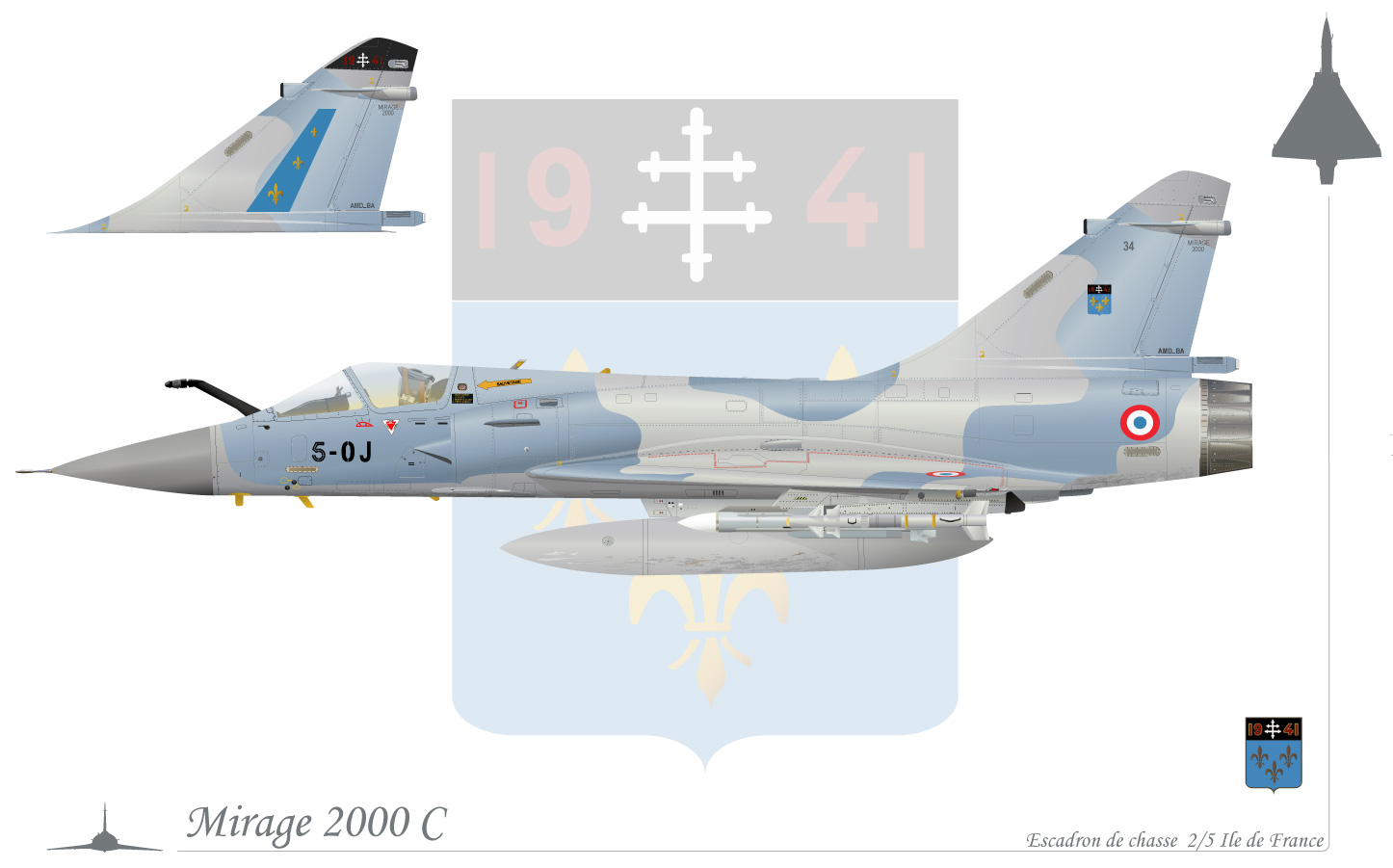
Mirage 2000 C escadron de chasse 2/5 IdF
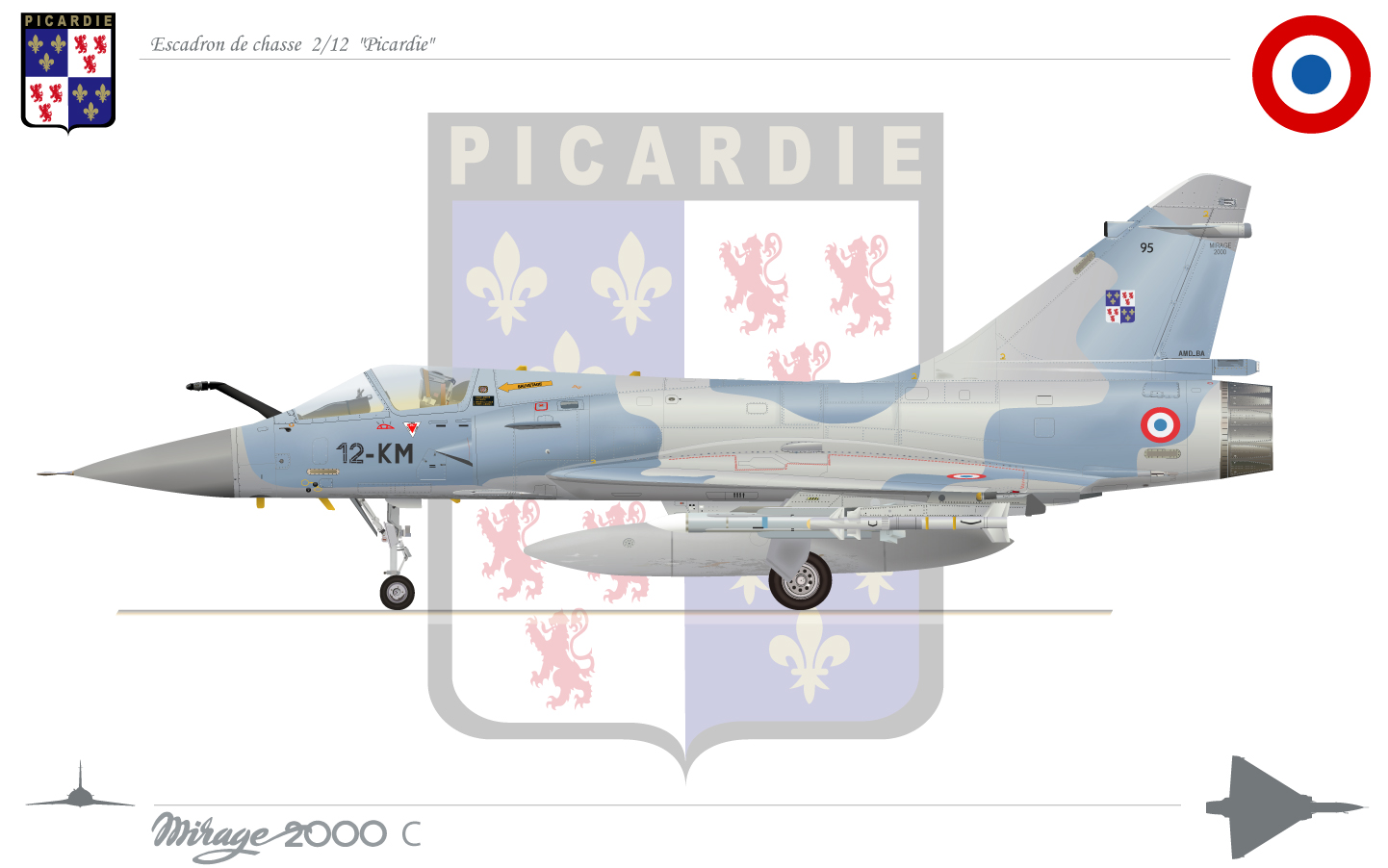
Mirage 2000 C escadron de chasse 2/12 Picardie
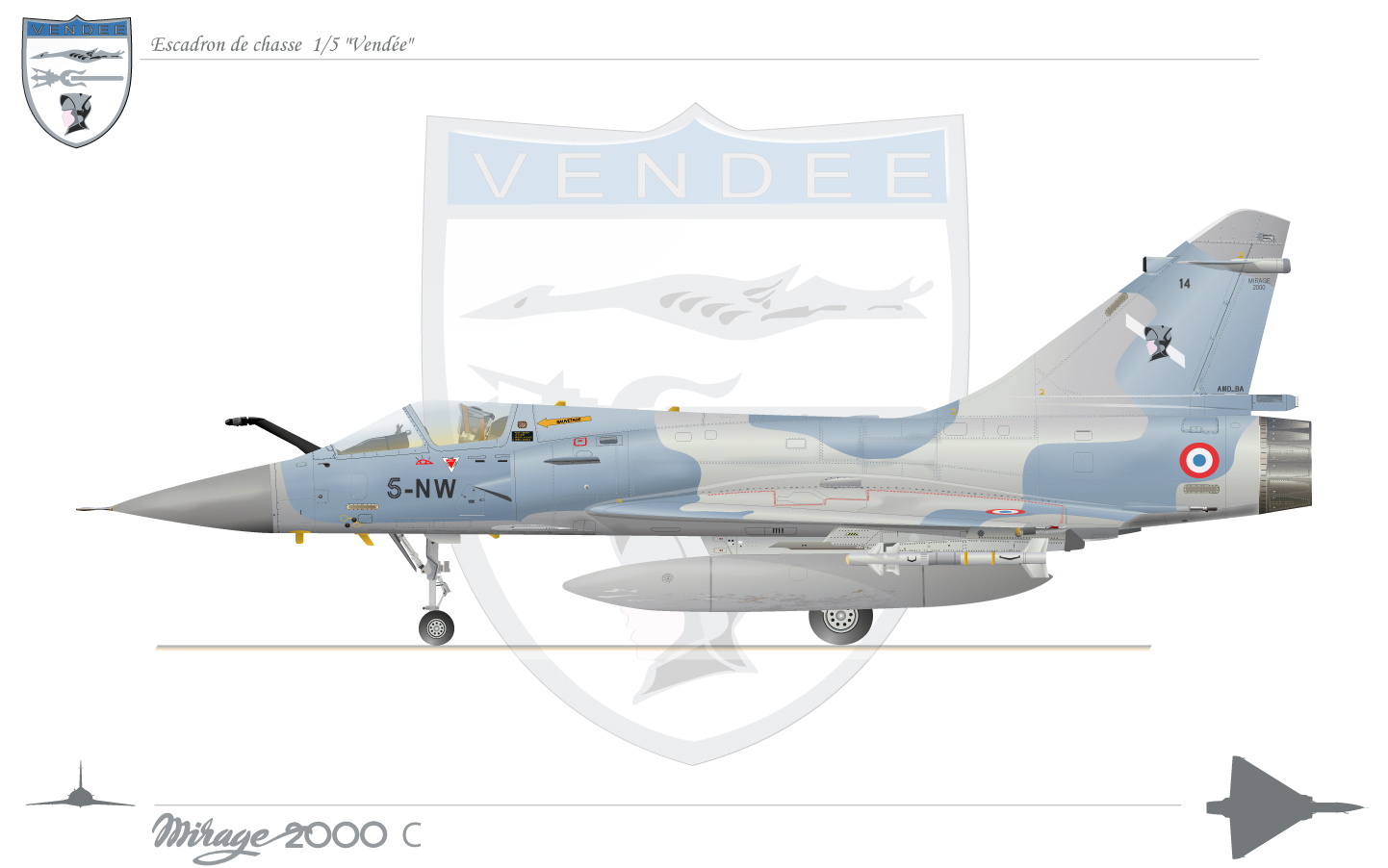
Mirage 2000 C escadron de chasse 1/5 Vendée